# Corpo de Fuzileiros Navais
O Corpo de Fuzileiros Navais (CFN) é a infantaria naval da Marinha do Brasil. Seus componentes operacionais são a Força de Fuzileiros da Esquadra (FFE), subordinada ao Comando de Operações Navais, no estado do Rio de Janeiro, e os Batalhões de Operações Litorâneas e de Operações Ribeirinhas, subordinados aos Distritos Navais ao longo do litoral e das bacias amazônica e platina. A FFE é sua principal força de desembarque, com um núcleo de três batalhões de infantaria e sua própria artilharia, blindados terrestres e anfíbios, forças de operações especiais e outros elementos de apoio.
Traçando suas origens à Brigada Real de Marinha da Marinha Portuguesa, os fuzileiros navais brasileiros serviram no século XIX embarcados e desembarcados dos navios da Armada Imperial. No século seguinte, viram-se relegados a uma tropa de guarda, inspirada em grande parte no Exército Brasileiro. Nas lutas políticas, tinham tradição de legalismo. Só a partir de 1950 o CFN adquiriu uma verdadeira capacidade anfíbia, sob duradoura influência do Corpo de Fuzileiros Navais dos Estados Unidos (USMC).
A mobilidade do CFN depende da Esquadra e dos helicópteros da Aviação Naval. Sua capacidade anfíbia varia historicamente conforme a disponibilidade de navios e a atenção dada a outras prioridades, como a contrainsurgência, durante a ditadura militar, e as operações de garantia da lei e da ordem, no atual ordenamento político. A participação nas forças de manutenção da paz das Nações Unidas é frequente e a Estratégia Nacional de Defesa, publicada em 2008, estipulou que o CFN deve ser uma força expedicionária, de pronto emprego, para a projeção de poder da Marinha. No entorno estratégico brasileiro, isto exige capacidades para operações urbanas, da ajuda humanitária à guerra, em países em crise.
Como quadro de pessoal, o CFN é um dos componentes da Marinha com oficiais formados na Escola Naval, ao lado dos Corpos da Armada e da Intendência, e a nomenclatura de suas patentes é quase idêntica aos demais. Seus oficiais podem ascender até a patente mais alta em tempo de paz. Os fuzileiros navais são militares voluntários e profissionais, escolhidos em concurso público e sujeitos a um ciclo de exercícios militares com assaltos anfíbios (Operação Dragão) e emprego de munição real em terra (Operação Formosa). Eles se distinguem por um ethos próprio, ao mesmo tempo terrestre e marítimo, que pode ser comparado ao da infantaria das demais forças.

## História

### Origens

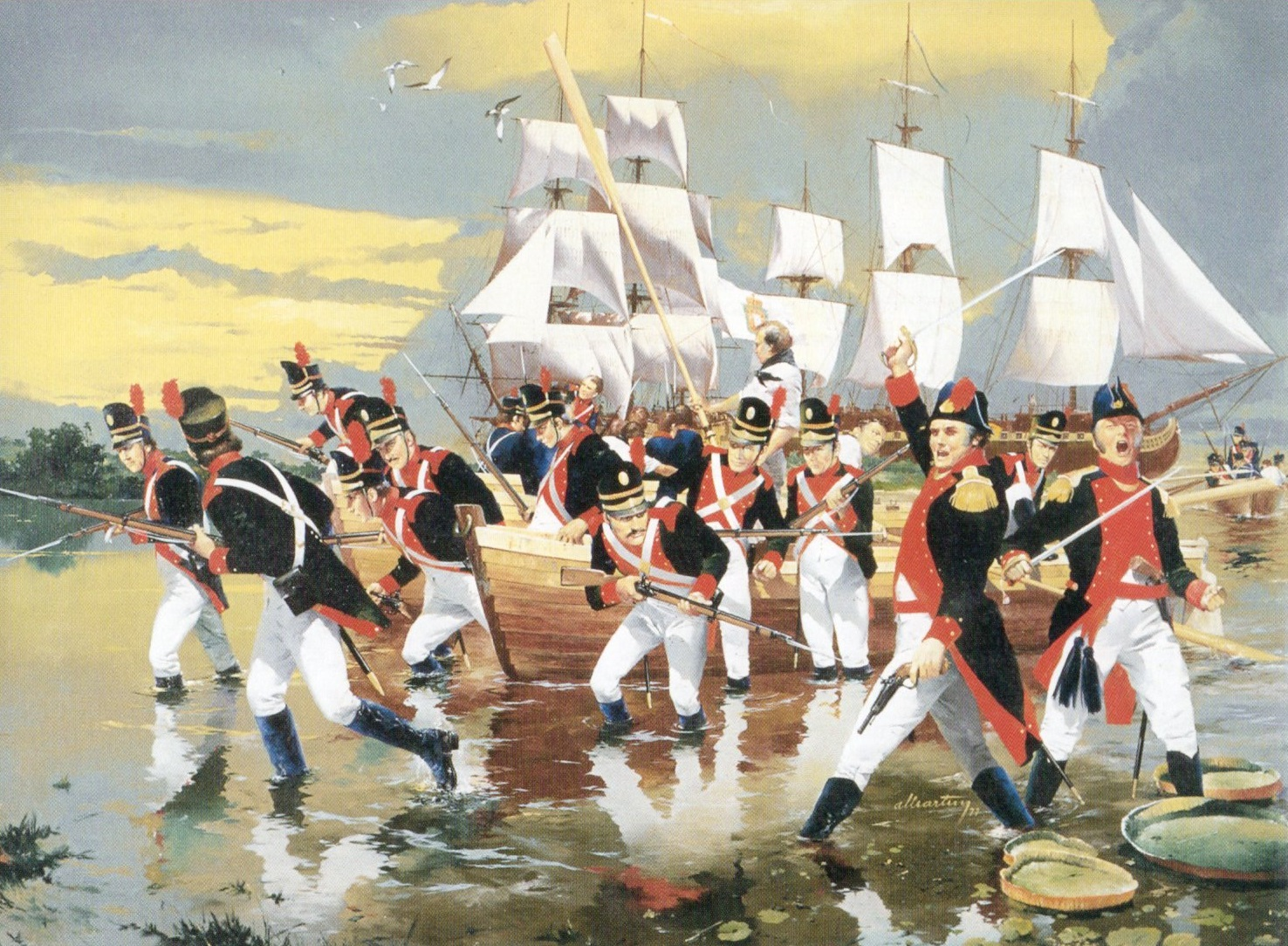
Desembarque na Caiena pela Brigada Real da Marinha em 1809. Óleo sobre tela de Álvaro Martins.

A história oficial do CFN começa em 7 de março de 1808, na chegada da corte portuguesa ao Brasil, tornando-o a infantaria naval mais antiga da América Latina. Refugiando-se da invasão francesa de seu país, a família real portuguesa, transplantada para sua colônia no Brasil, trouxe consigo a Brigada Real da Marinha. Este era um corpo de artilheiros marinheiros, fuzileiros marinheiros, artífices e lastreadores, fundado em 1797 e antecessor também do atual Corpo de Fuzileiros da Marinha Portuguesa. Os antecedentes históricos da infantaria naval e da guerra anfíbia no Brasil são mais profundos: em 1625 o Terço da Armada já realizava desembarques na reconquista da Bahia contra os ocupantes holandeses.
A conquista da Guiana Francesa em 1809 é considerada o batismo de fogo do CFN, com a ressalva de que seus participantes eram portugueses recém-chegados da Europa. Embarcados na esquadra proveniente do Rio de Janeiro, os fuzileiros marinheiros desembarcaram nas praias de Caiena, capital da colônia francesa, após a eliminação dos pequenos fortes no litoral. A Brigada Real da Marinha combateu em terra até a vitória portuguesa, retornando então ao Rio de Janeiro, onde foi instalada na Fortaleza de São José da Ilha das Cobras, sede até hoje do CFN. Acompanhando as esquadras, ela combateu nos anos seguintes na primeira Campanha da Cisplatina, a Guerra contra Artigas e a Revolução Pernambucana.
Quando D. João VI retornou a Lisboa, em 1821, deixou destacado no Rio de Janeiro um Batalhão de Fuzileiros-Marinheiros da Brigada Real de Marinha. A serviço do Príncipe Regente D. Pedro, esta unidade participou da Guerra de Independência do Brasil, empreendendo desembarques e bombardeios contras as forças leais a Portugal.

### Brasil Império

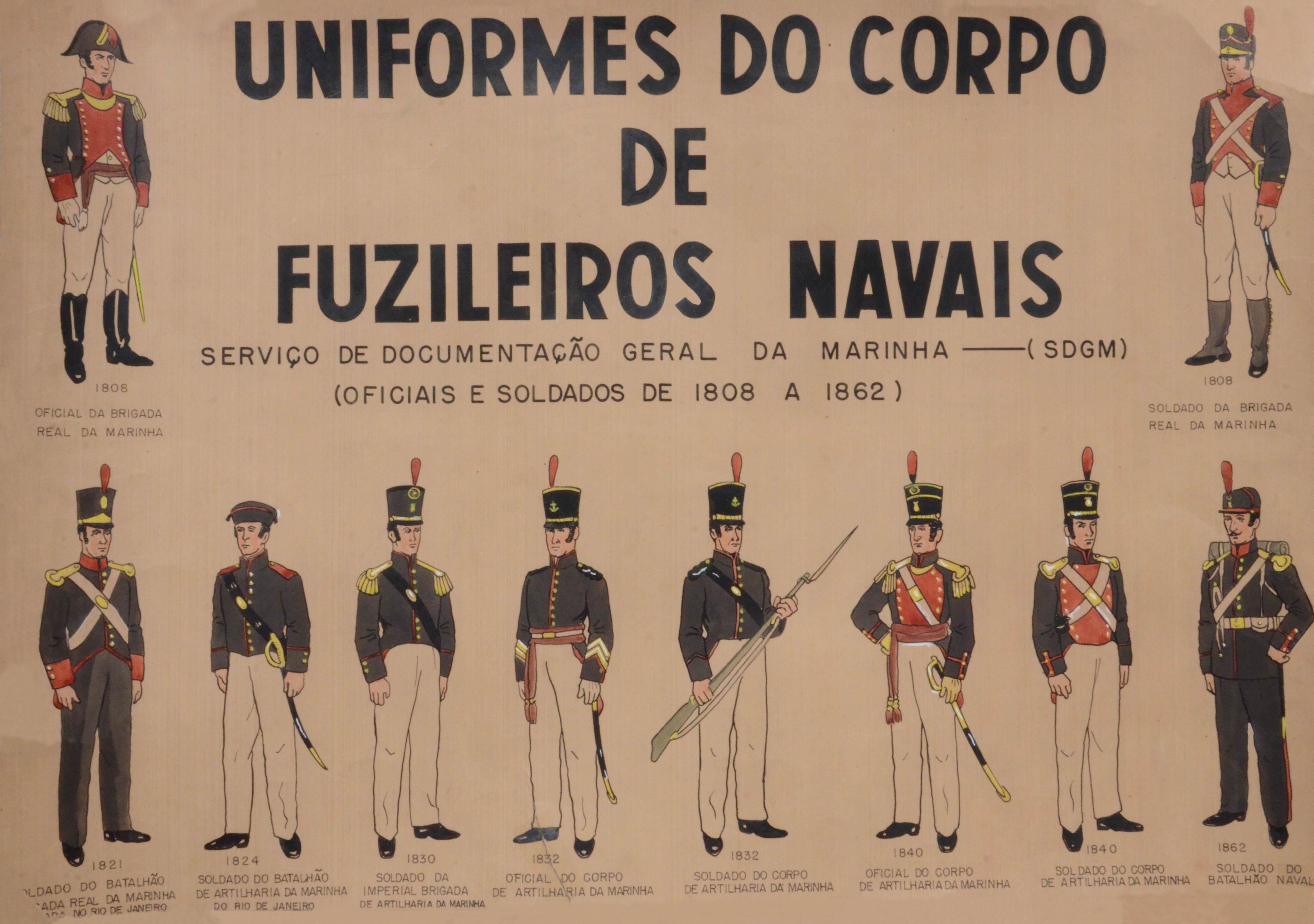
Uniformes entre 1808 e 1862

Logo após a Independência, em 1822, a unidade mudou de nome para Batalhão de Artilharia da Marinha do Rio de Janeiro. Nesta primeira fase, o CFN era uma artilharia de marinha, também denominada Imperial Brigada de Artilharia de Marinha (1826) e Corpo de Artilharia de Marinha (1827). Ele era um dos dois quadros de pessoal da Marinha de Guerra, ao lado do Corpo da Armada, e o único efetivamente militarizado. Seu comandante era um oficial do Exército, que exercia cumulativamente o comando da Fortaleza de São José. As campanhas militares eram em grande parte marítimas, pois o deslocamento terrestre era difícil. No turbulento período regencial (1831–1840), o Corpo de Artilharia de Marinha foi empregado contra revoltas internas e protagonizou ele mesmo uma delas, em 6 de outubro de 1831, culminando no bombardeio da Ilha das Cobras pela Armada e sua ocupação pelo Exército e Guarda Nacional.
A força foi renomeada Corpo de Fuzileiros Navais (1847) e Batalhão Naval (1852), tornando-se uma infantaria de marinha. O efetivo era composto do Corpo de Artilharia e oficiais do Corpo da Armada em comissão. Em 1852, serviam 64 oficiais e 1 216 praças organizados em oito companhias de fuzileiros e duas baterias de artilharia. Era um efetivo pequeno, comparado ao Exército.

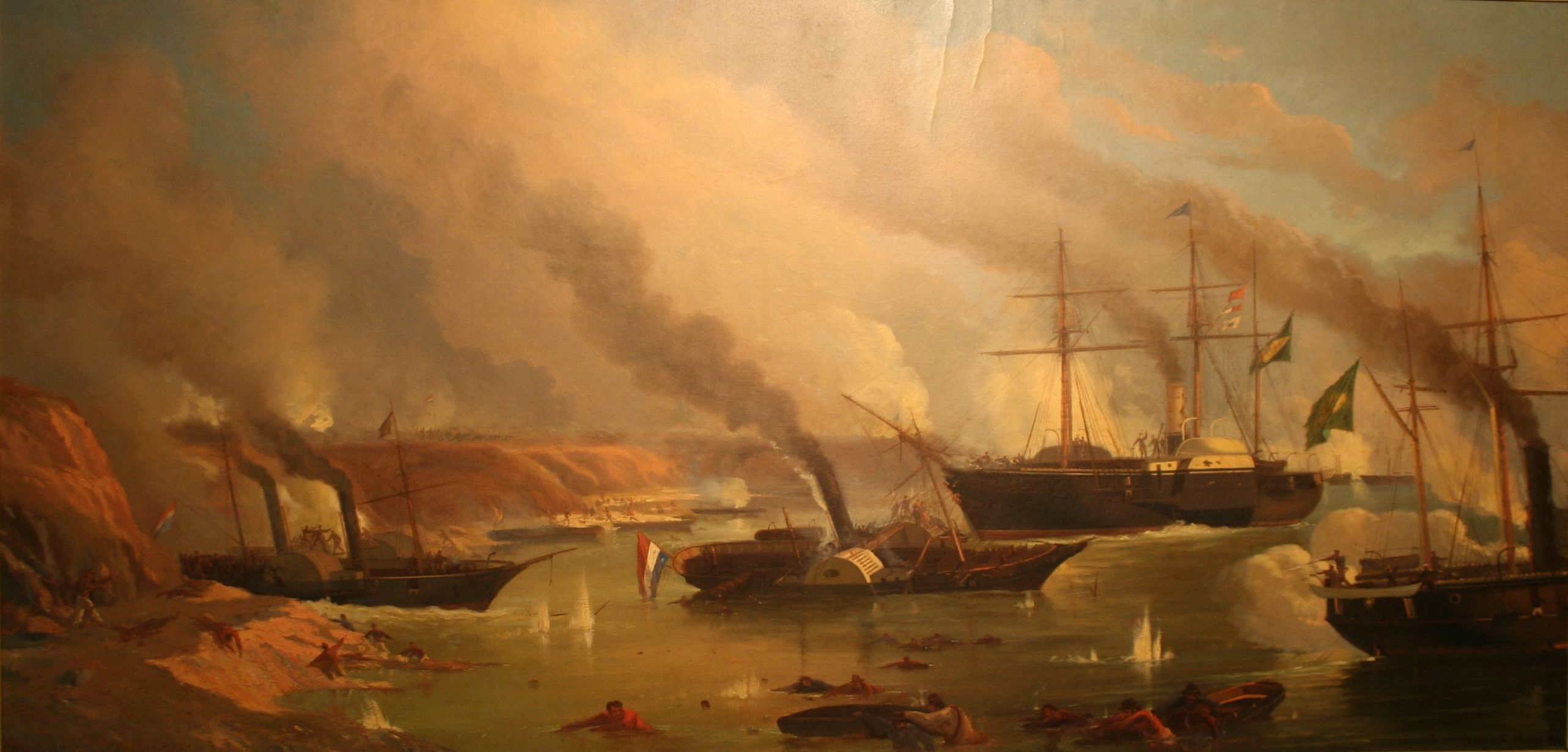
Batalha do Riachuelo, em 1865. Os fuzileiros navais serviram embarcados nos navios da Armada

A estabilidade interna do reinado de Pedro II, após 1840, direcionou as operações militares ao conflito interestatal na bacia do Prata. Na Guerra contra Oribe e Rosas, Guerra do Uruguai e Guerra do Paraguai, os fuzileiros garantiram a disciplina a bordo, operaram os canhões dos navios, realizaram abordagens, desembarcaram com o Exército nas margens de rios, tomaram e guarneceram fortalezas e vigiaram os rios em pequenas embarcações. Na Batalha do Riachuelo (1865), lutaram corpo a corpo na defesa das suas embarcações. Em 1867, construíram uma estrada de ferro de cinco milhas no Chaco paraguaio. Os três batalhões de infantaria atuais são nomeados em homenagem às batalhas do período (Riachuelo, Humaitá e Paissandu), assim como o Batalhão de Operações Especiais (Tonelero).
361 fuzileiros morreram em combate no período. Após a Guerra do Paraguai, os anos 1870 e 1880 foram passados sem combate e o efetivo baixou a 900 militares. Os fuzileiros foram relegados à guarda de instalações navais e às operações de ordem interna, como nos protestos populares da "Revolta do Vintém" (1879–1880). Anteriormente, em 1864, eles já haviam reprimido uma greve dos trabalhadores portuários de Santos. Em 15 de novembro de 1889, 400 fuzileiros juntaram-se às forças do Exército na Proclamação da República.

### Primeira República

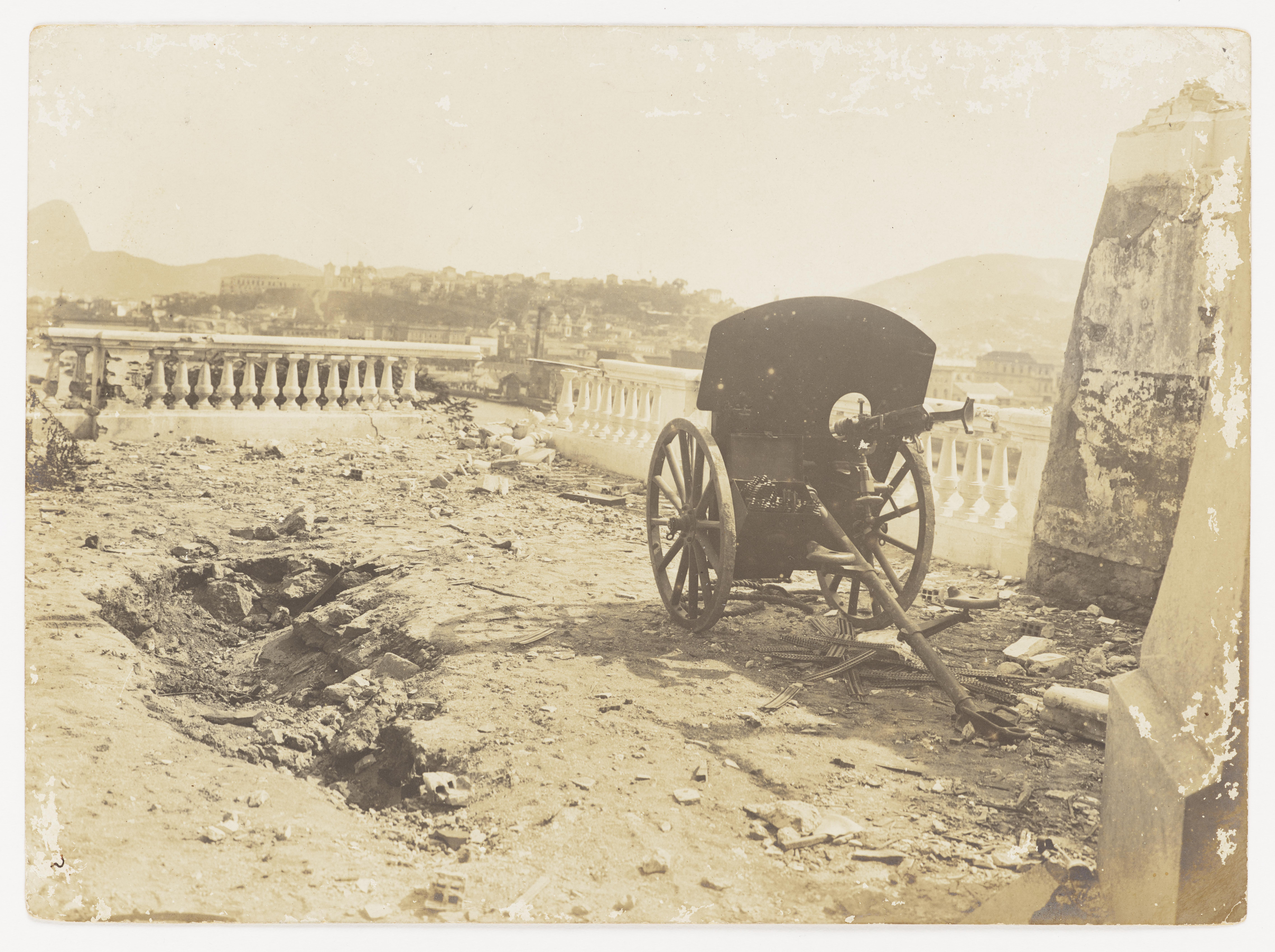
Metralhadora do Batalhão Naval em área destruída na revolta de 1910

A crise dos primeiros anos da República viu o Batalhão Naval alinhado ao restante da Marinha contra o governo de Floriano Peixoto. Sua derrota na segunda Revolta da Armada (1893–1895) destruiu a Fortaleza de São José no bombardeio legalista e dissolveu o batalhão. A anistia em 1895 permitiu sua reorganização. 216 praças de bom comportamento do antigo batalhão foram readmitidos, juntamente com 184 oriundos do Exército. A nova unidade era denominada Corpo de Infantaria de Marinha até 1908, quando retornou ao nome de Batalhão Naval. Conforme Os Fuzileiros Navais na história do Brasil (2008), uma história de teor institucional, nessa época "o Batalhão foi considerado, por consenso público, o mais correto e exercitado de todos os batalhões da guarnição do Rio de Janeiro".
Marinheiros e fuzileiros navais tinham funções totalmente distintas, e estes, em serviço de bordo, eventualmente reprimiriam aqueles. As origens sociais e os regulamentos disciplinares, por outro lado, equivaliam. Dias após a Revolta da Chibata dos marinheiros em 1910, espalhou-se entre os fuzileiros um boato de que a abolição dos castigos corporais, obtida pelos marinheiros, não se aplicaria a eles. Em 9 de dezembro, parte dos praças insurgiu-se e ocupou o quartel. A revolta isolada foi facilmente esmagada, ao saldo de 26 mortos, muitos fuzileiros expulsos e avarias graves na Fortaleza de São José. Segundo o fuzileiro Manoel Caetano Silva, foi a "extinção quase completa de mais uma geração de Fuzileiros Navais". Desde então, o CFN não homenageou nenhum rebelde, mas nunca mais usou a chibata na disciplina.
A tradição dos fuzileiros era de fidelidade aos chefes supremos. O governo Artur Bernardes, acossado por revoltas militares tenentistas, transformou o batalhão no Regimento Naval, expandindo seu efetivo de 600 para 1 500 homens. Os praças eram em sua maioria do Norte e Nordeste do país. Desde 1910 evitava-se a predominância dos cariocas, que a instituição culpava por deserções frequentes. O Nordeste, assolado pelas secas, era fonte de mão de obra para o Rio e outros estados do Sudeste. O uniforme, emprego, moradia e autoridade atraíam os voluntários, mas muitos pediam desistência ou baixa pela disciplina rigorosa e rotina exigente que encontravam.

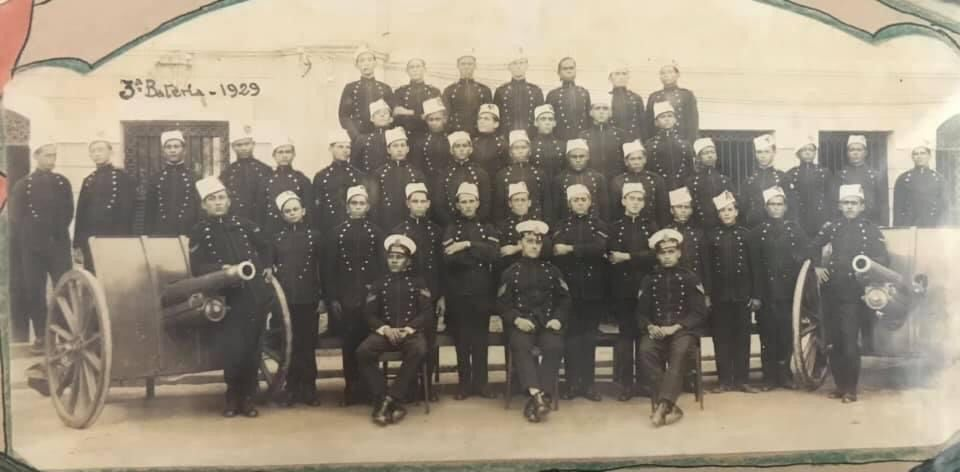
3.ª Bateria de Artilharia do Regimento Naval em 1929

Não havia oficiais fuzileiros navais até então. O Batalhão Naval era comandado por oficiais do Corpo da Armada, formados na Escola Naval, e os serviços técnicos eram executados por suboficiais da Armada. A reforma de 1924 permitiu pela primeira vez a promoção de praças fuzileiros a postos de oficial. Sem terem cursado na Escola Naval e de posição social inferior, eram tidos como oficiais de segunda categoria pela Armada. O Regimento Naval em si era visto como tropa de guarda e não uma elite.
Na Revolução de 1930 os fuzileiros navais, integrados a destacamentos do Exército, foram novamente defensores do governo constituído — no momento, Washington Luís. Após sua derrubada num golpe militar na capital, os fuzileiros que haviam sido aprisionados em Santa Catarina fizeram o caminho de volta integrados aos revolucionários triunfantes. Na parada de 30 de outubro, o Regimento Naval desfilava no Rio de Janeiro leal ao novo governo.

### Era Vargas

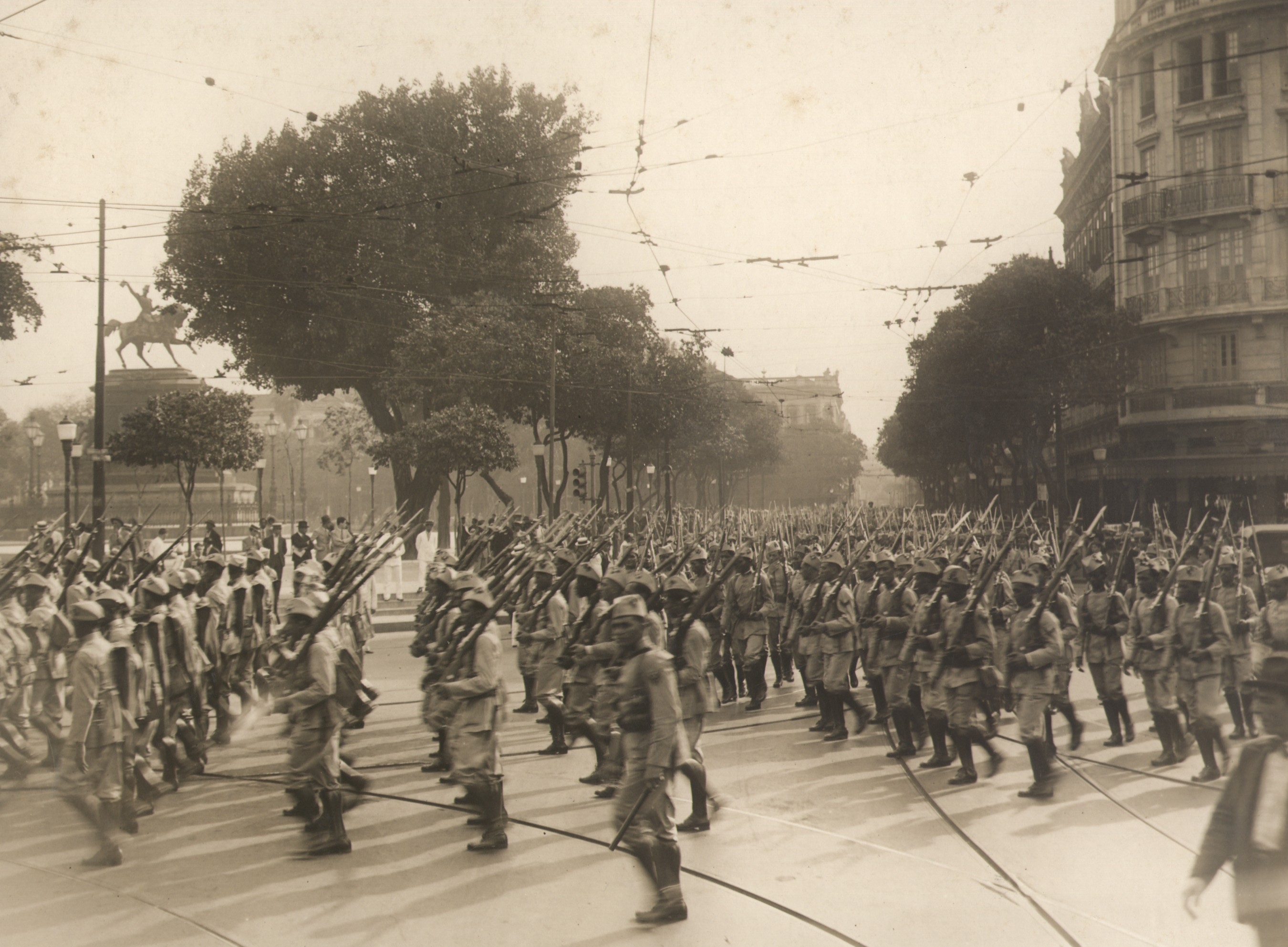
Desfile no Rio de Janeiro durante a Revolução Constitucionalista

Dentre as reformas militares do governo Getúlio Vargas, em 29 de fevereiro de 1932 o Regimento Naval recebeu a sua denominação atual de Corpo de Fuzileiros Navais, com efetivo autorizado de 2 524 homens. O aprimoramento profissional foi buscado na Escola de Aperfeiçoamento de Oficiais (EsAO) e Escola de Sargentos de Infantaria (ESI) do Exército; o curso da EsAO seria obrigatório aos capitães-tenentes do CFN até 1990. Estes oficiais, a partir de 1937, ingressavam na carreira pela Escola Naval, assim como seus equivalentes no Corpo da Armada. Os praças só subiriam ao oficialato pelo Quadro Auxiliar de Fuzileiros Navais.
Defendendo o governo Vargas, fuzileiros navais combateram na Revolução Constitucionalista de 1932 e nas insurreições comunista (1935) e integralista (1938). Em 1932, desembarcaram em Parati para marchar ao flanco direito dos constitucionalistas, além de servir embarcados na frota que bloqueou os portos de São Paulo. Os fuzileiros ganhavam projeção política, estratégica e mesmo social. Embora vistos como uma tropa reservada e concentrada nas suas tarefas, sua banda marcial fez sucesso nas praças e rádios a partir dos anos 40. Em duas pinturas de Alberto da Veiga Guignard, Os noivos (1937) e A família do fuzileiro naval (1938), a farda e a condição de fuzileiro aparecem como símbolos de orgulho de famílias negras.

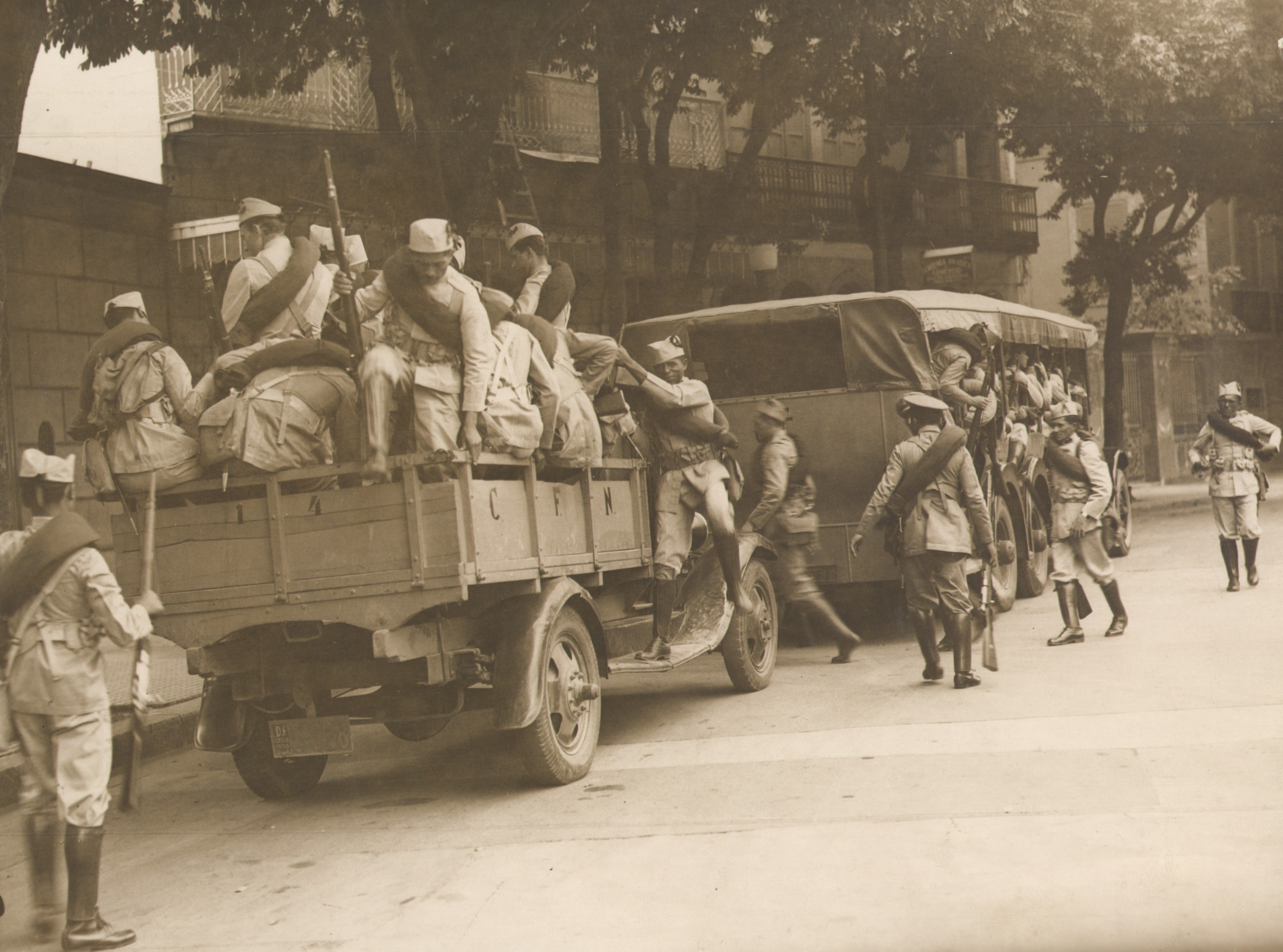
Defesa do Palácio do Catete durante a Intentona Comunista de 1935

As primeiras bases do CFN fora do Rio de Janeiro foram estabelecidas em 1932: a 1.ª e 2.ª Companhias Regionais, em Ladário e Belém. Na Segunda Guerra Mundial, companhias adicionais foram instaladas em Natal, Salvador e Recife para a defesa do litoral. Um destacamento foi instalado na ilha da Trindade, e fuzileiros embarcaram nos navios da Força Naval do Nordeste. Quando surgiu a necessidade de guarnecer Fernando de Noronha, alguns oficiais propuseram um destacamento de fuzileiros navais, mas a Marinha não teve condições de fornecê-lo.
O almirante Alberto Lemos Bastos protestou da situação em 1943: "o Fuzileiro Naval deve ser especialista em operações de desembarque. Os nossos nunca praticaram essas coisas, nem têm os meios necessários para fazê-los e não se os quiseram ter. Não têm armamento, nem barracas, nem cozinhas de campanha". O regulamento de 1932, ao listar as finalidades do CFN, colocava no primeiro item: "efetuar operações de desembarque". Na realidade, não havia equipamento especializado para as operações anfíbias, e a doutrina militar predominante vinha do Exército. Alguns exercícios incluíam deslocamentos de embarcações miúdas até a praia, mas a conjuntura ditava um foco na segurança interna. Conforme uma história oficial, somente na segunda metade do século a força deixaria de ser uma "tropa de guarda e representação, mal equipada e mal armada".

### Quarta República

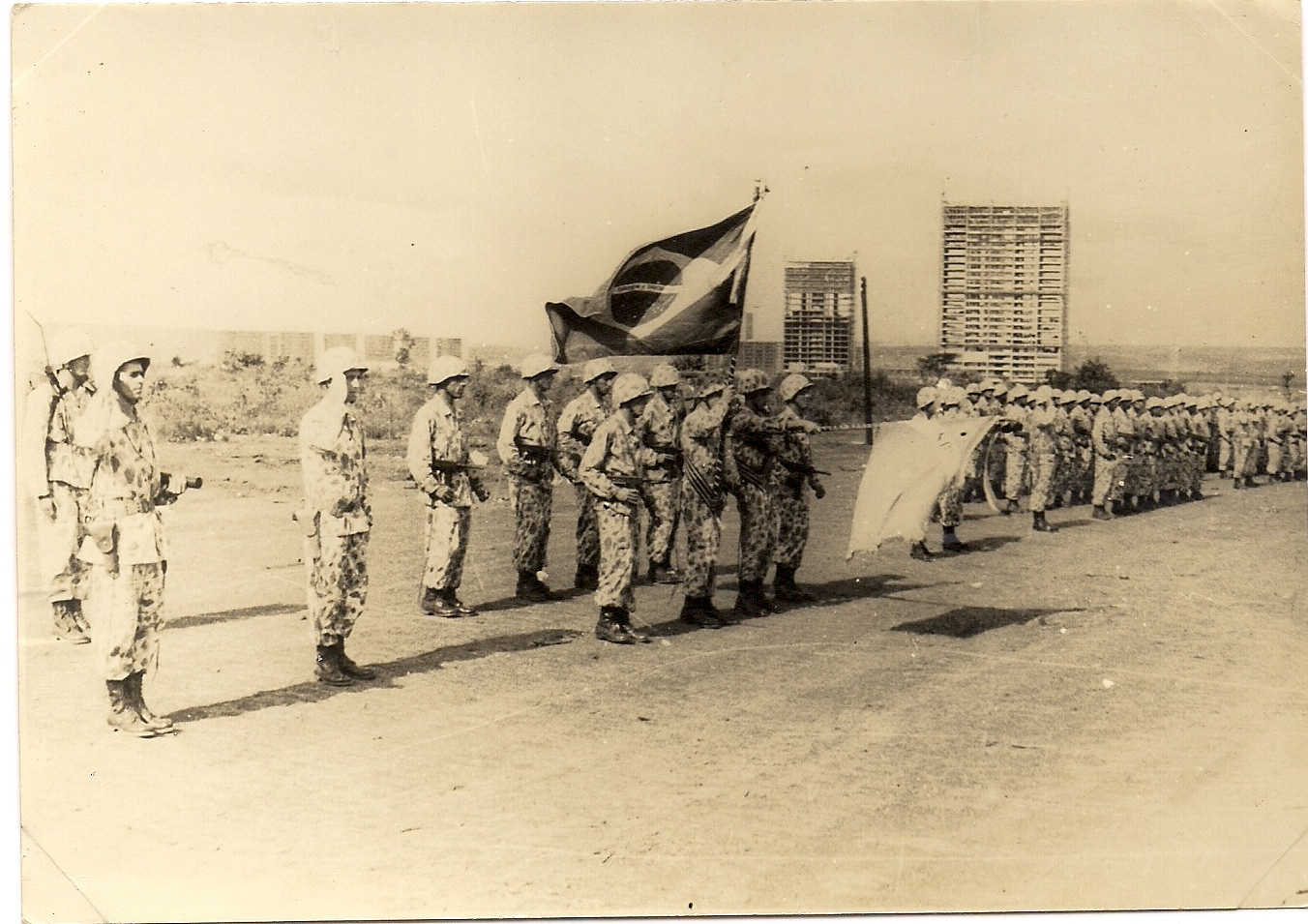
Operação Alvorada: um contingente comparece à inauguração de Brasília em 1960

O regulamento de 1950 para o CFN determinou que a força teria "a responsabilidade principal no desenvolvimento da doutrina, da tática e do material de operações anfíbias". Era um eco da forte influência americana na Marinha após a Segunda Guerra Mundial e a impressão deixada pelos assaltos anfíbios da guerra. Se naquele ano o regulamento estava fora da realidade, em 1958 o CFN já realizava seus primeiros exercícios anfíbios, as operações Aragem e Badejo. A condição material para esta mudança foi a aquisição de navios de transporte (a classe Custódio de Mello) e embarcações de desembarque para a Esquadra, a partir de 1955.
Também neste ano a lei de fixação de forças autorizou a expansão do efetivo do patamar anterior (4 412 desde 1947) a 10 mil fuzileiros navais. Os praças tinham pequenas rivalidades com os marinheiros e taifeiros, destacavam-se dentro da Marinha pelo seu preparo físico e habilidade com os fuzis e só embarcavam esporadicamente. Em 1957 organizava-se a Força de Fuzileiros da Esquadra (FFE), que já teria três batalhões de infantaria ao final da década seguinte.
Oficiais brasileiros realizaram cursos no Corpo de Fuzileiros Navais dos Estados Unidos (United States Marine Corps, USMC) e retornaram ao CFN como instrutores na Escola Naval e na Escola de Guerra Naval. A doutrina de desembarque do USMC e os preceitos do Exército Brasileiro tornaram-se os dois grandes componentes do pensamento do CFN, sem que uma anulasse a outra. O modelo do USMC, provado em combate e personificado em combatentes bem equipados e qualificados, abriu uma discrepância entre a doutrina e as capacidades ao ser transposto às condições brasileiras. Por falta de experiência e material, presumia-se que os americanos seriam aliados e forneceriam equipamento. Na guerra, o CFN acabaria sendo uma reserva do USMC.

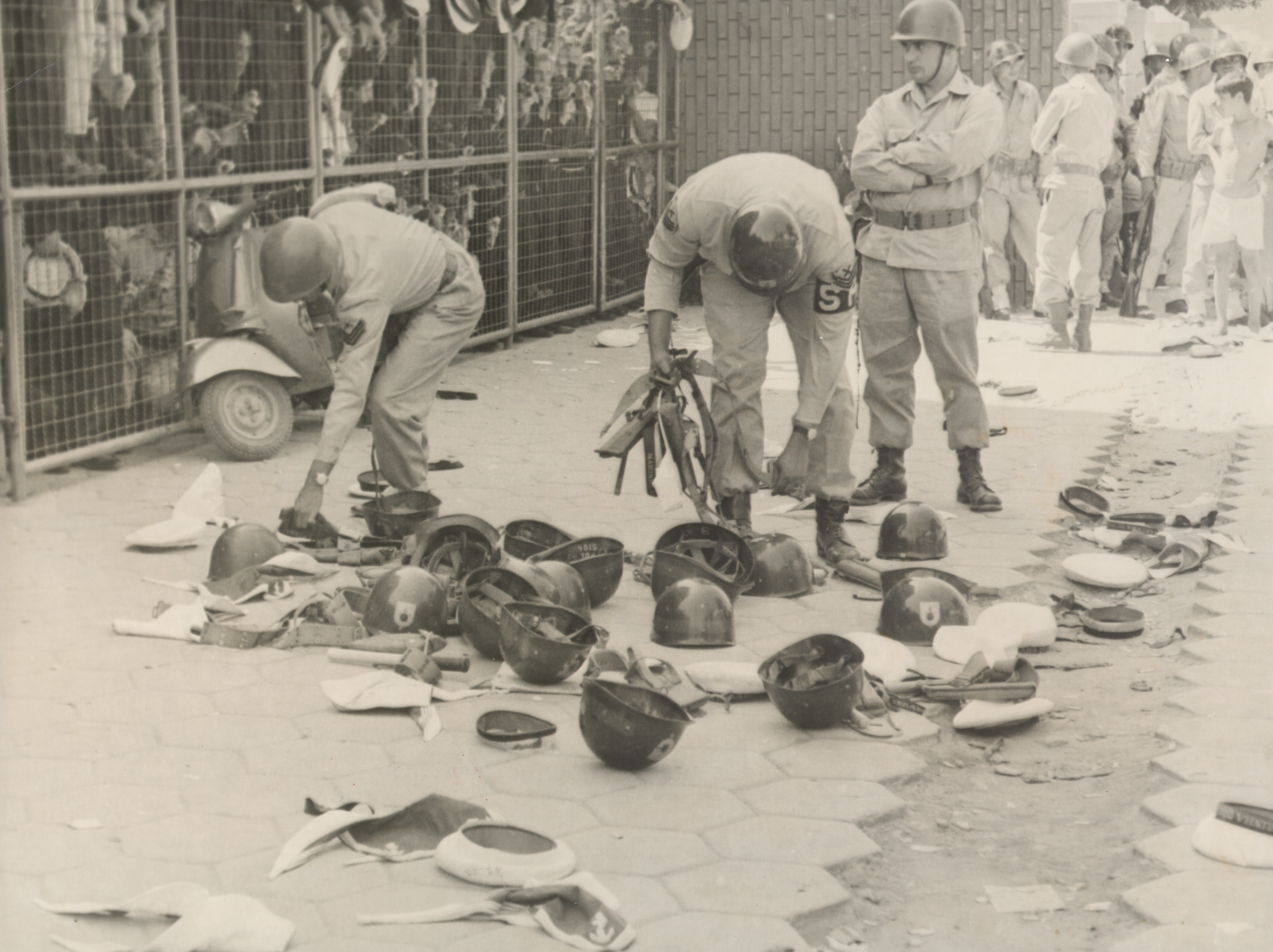
Soldados abandonam suas armas e se unem aos marinheiros amotinados no Sindicato dos Metalúrgicos, em março de 1964

Pelas diferenças de desenvolvimento econômico entre Estados Unidos e Brasil, os conceitos de segurança eram diferentes. Isto pode ser visto em algumas tarefas peculiares da 6.ª Companhia Regional, criada em Uruguaiana, na fronteira fluvial com a Argentina, em 1948: o "patrulhamento fluvial do Rio Uruguai", a "repressão ao contrabando" e a "capatazia no Rio Uruguai". O Grupamento de Fuzileiros Navais de Brasília, criado em 1961, tinha entre suas missões, além da cooperação com a FFE, a defesa territorial e segurança interna. As duas principais cidades portuárias do país, o Rio de Janeiro e Santos, receberam grupamentos em 1963, quando viviam intensamente a crise política nacional.
Durante a Campanha da Legalidade de 1961, os fuzileiros navais quase desembarcaram no litoral de Santa Catarina na "Operação Abelha", parte dos esforços frustrados do ministro da Marinha Sílvio Heck para impedir a posse de João Goulart na Presidência da República. Os fuzileiros navais de Brasília sublevaram-se na Revolta dos Sargentos de agosto de 1963. Na espiral de polarização até o golpe de Estado de 1964, Goulart teve do seu lado o "almirante vermelho" Cândido Aragão, comandante do CFN, popular entre as esquerdas e indigesto entre os oficiais, e os cabos e soldados da Associação dos Marinheiros e Fuzileiros Navais do Brasil (AMFNB), protagonistas da Revolta dos Marinheiros de 1964. Fuzileiros navais enviados para reprimir este motim abandonaram as armas e aderiram aos marinheiros.

### Ditadura militar

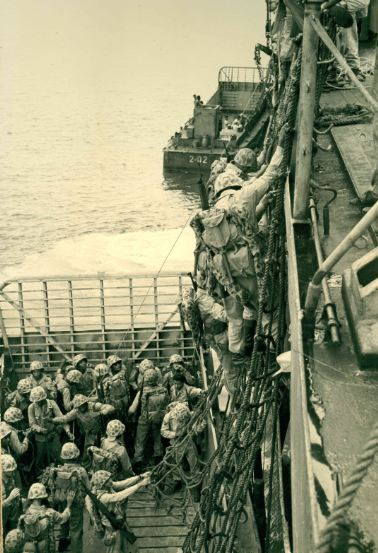
Transbordo de pessoal de seu navio de transporte à embarcação de desembarque na Operação Dragão I (1964)

A Revolta dos Marinheiros foi antecedente imediato do golpe, e neste, Aragão e a AMFNB ofereceram a resistência legalista de maior relevo no Rio de Janeiro. Goulart caiu e o vice-almirante Augusto Rademaker, chefe do "Comando Revolucionário da Marinha", nomeou no momento do golpe o contra-almirante Heitor Lopes de Souza ao Comando-Geral do CFN. Este oficial era transferido do Corpo da Armada e homem de confiança dos presidentes militares, exercendo o comando até 1971. Os fuzileiros alinhados ao governo deposto foram expurgados da corporação. Aragão virou um tabu e a galeria oficial de pinturas dos comandantes-gerais, publicada no bicentenário da instituição em 2008, omite-o da lista, deixando uma lacuna entre dezembro de 1963 e março de 1964.
A primeira operação de manutenção de paz do CFN foi em 1965–1966, num contingente enviado à Força Interamericana de Paz na República Dominicana. A contribuição brasileira era parte da política externa pró-americana do governo Castelo Branco. Os nomes de destaque na operação eram oficiais de oposição ao governo anterior.
De volta ao Brasil, as hipóteses de emprego eram pautadas pela conjuntura política: as operações terrestres seguiam a doutrina de "guerra revolucionária" do Exército, e os desembarques anfíbios seriam no próprio litoral nacional contra um território controlado por guerrilheiros ou tropas sublevadas. O CFN criou uma unidade especializada em situações de guerrilha e guerra não convencional, o Batalhão de Operações Especiais de Fuzileiros Navais, e contribuiu efetivos ao combate à Guerrilha do Araguaia. A Comissão Nacional da Verdade apontou a Base de Fuzileiros Navais da Ilha das Flores como sítio de detenção e tortura de prisioneiros políticos entre 1969 e 1971.

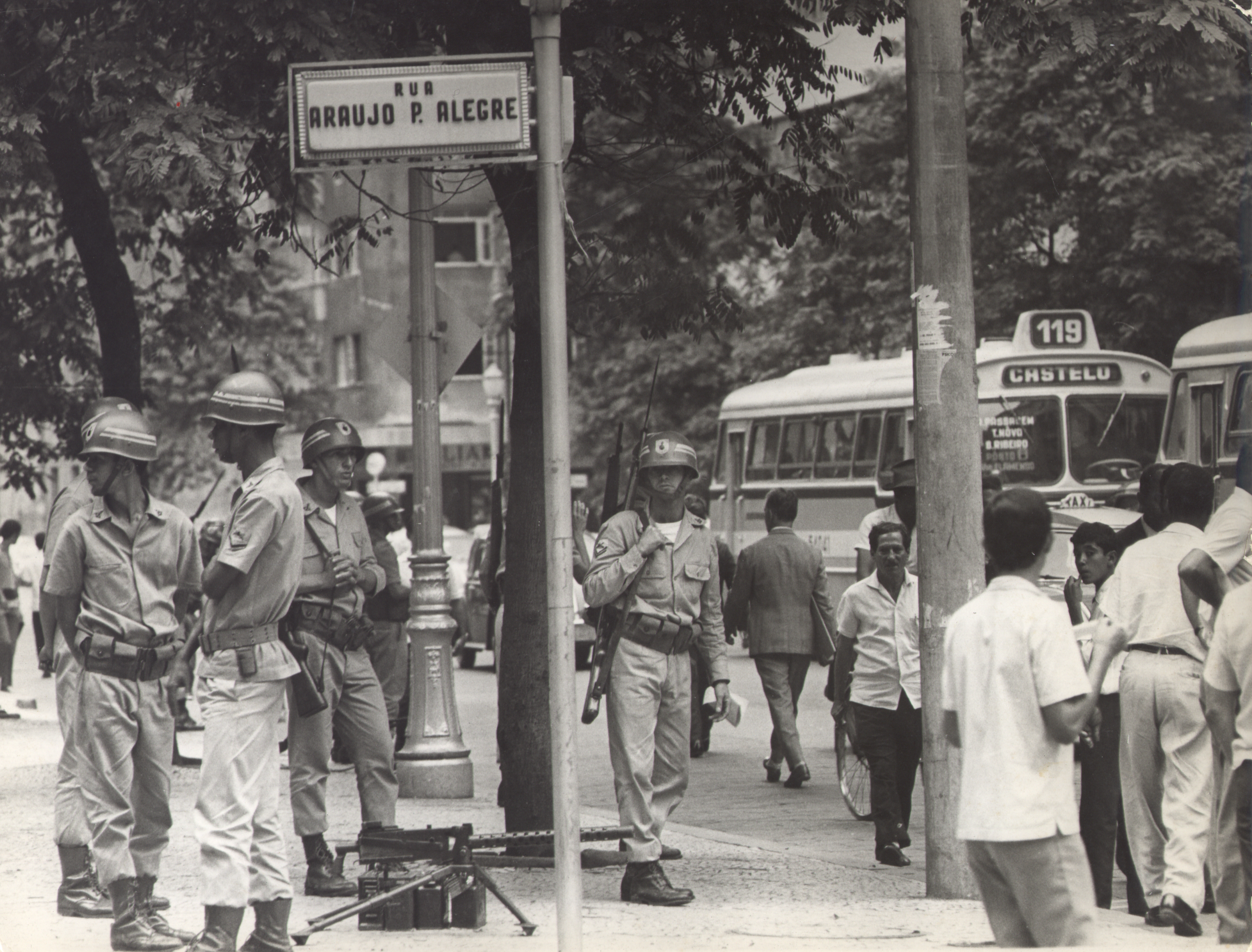
Operações de segurança durante as manifestações de 1968

A "predominância de questões de segurança interna e desconfianças indesejáveis" prejudicaram o "debate interno sobre a ênfase que deveria ser dada aos exercícios anfíbios", mas até 1981 "já se considerava a predominância da influência doutrinária de força anfíbia", conforme o almirante Luiz Carlos da Silva Cantídio. Os exercícios anfíbios assumem proporções maiores a partir de 1964. A Esquadra incorporou novos navios de assalto anfíbio, os helicópteros da Aviação Naval foram integrados aos desembarques e o CFN incorporou seus primeiros veículos blindados. O efetivo autorizado em 1972 era de 15 803 homens, 25% do total da Marinha, patamar no qual se manteve estável até o século XXI. O crescimento foi gradativo, por falta de recursos, e no ano seguinte o efetivo real era de aproximadamente 650 oficiais e 12 350 praças.

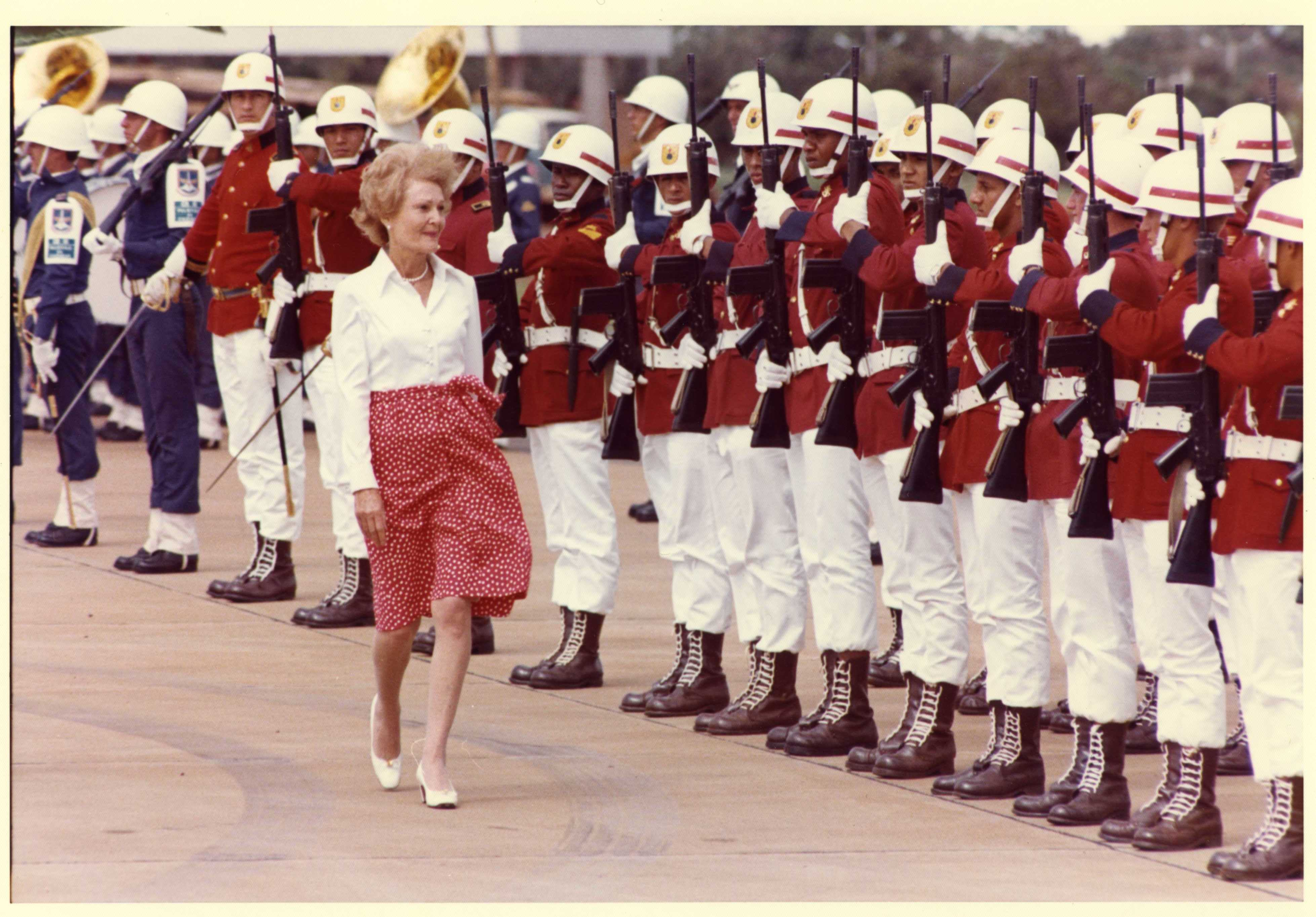
A primeira-dama dos EUA, Pat Nixon, passa em revista a guarda-de-honra de fuzileiros navais brasileiros em uniformes garança e fuzis FAL.

As operações conjuntas Veritas (1968–1975), em Porto Rico, cultivaram os laços com o USMC. Em 1973, um relatório de inteligência americano avaliava que "pelos padrões dos EUA, os fuzileiros navais são moderadamente bem treinados e estão em condição razoável de prontidão. Eles poderiam conduzir um desembarque anfíbio com até dois batalhões, se o apoio de transporte naval, aéreo, apoio de fogo naval e logística estivesse disponível". A Força de Fuzileiros da Esquadra tinha porte de um regimento, com cerca de 3 000 homens, mantidos em prontidão, e seria o núcleo de uma divisão anfíbia. Na realidade a Marinha não teria capacidade para desembarcar mais de um batalhão ao mesmo tempo.
As operações Aragem e Arrastão testaram, de 1977 a 1979, a capacidade de ocupação das áreas portuárias contra hipóteses de guerrilha, sabotagem e distúrbios civis. Em março de 1980 os fuzileiros do 1.° Distrito Naval ocuparam o Porto de Santos durante uma greve dos trabalhadores portuários. Não houve prisões ou enfrentamentos, mas a presença militar apertou a pressão do governo sobre os grevistas. Além das consequências econômicas da paralisação, uma retomada do movimento sindical independente não estava no projeto de redemocratização então conduzido pelos governos militares. Novas operações de "segurança de portos" seriam executadas nas greves de 1985–1987, logo após a saída dos militares do poder.

### Sexta República
Ao final do século XX, diminuiu a probabilidade de operações anfíbias numa guerra interestatal, e as forças anfíbias tiveram que se adaptar à frequência de conflitos de baixa intensidade e novas ameaças como o terrorismo, eventos climáticos extremos e criminalidade transnacional. No Brasil, a preocupação com a Amazônia apareceu no CFN com um novo tipo de unidade, o Batalhão de Operações Ribeirinhas, a partir de 2002. O CFN contribuiu observadores militares e contingentes de tropa a numerosas missões de paz da Organização das Nações Unidas (ONU), a partir de 1989, e outras da Organização dos Estados Americanos (OEA). A partir da "Operação Rio", em 1994, fuzileiros navais apoiaram as forças de segurança pública em território brasileiro.
Um analista na revista International Defense Review observou em 1989 que o CFN era grande e bem-treinado, mas "carece de potencial anfíbio devido à falta de capacidade de transporte e embarcações de assalto da marinha", embora isso melhoraria com dois novos navios anfíbios. A limitada projeção transoceânica dificultaria uma operação na costa ocidental africana, por exemplo. A partir da virada do século, o orçamento e as desincorporações de navios restringiram mais ainda o porte e a frequência dos exercícios anfíbios da Marinha. O foco foi desviado para as ações subsidiárias e de garantia da lei e da ordem (GLO), ou seja, para a segurança pública. No ordenamento jurídico da Constituição de 1988, isto ocorre a pedido das autoridades civis.
Paralelos podem ser traçados entre as ofensivas contra as gangues da Missão das Nações Unidas para a estabilização no Haiti (MINUSTAH), em 2006–2007, e as "pacificações" de favelas brasileiras controladas pelo crime organizado, a partir de 2008. Fuzileiros navais e soldados do Exército estiveram em ambas. Nos estágios iniciais, blindados do CFN transpuseram as barreiras fincadas por grupos armados nas vielas estreitas do Rio de Janeiro e Porto Príncipe. O uso da força foi graduado: os blindados serviram somente à defesa da tropa. Nos estágios finais, a presença militar é transferida a uma força permanente, no caso do Rio, representada pelas Unidades de Polícia Pacificadora. Como no Exército, existem casos de desvios de armas das unidades e cooptação de reservistas por facções criminosas.

### Programas de reaparelhamento
A Estratégia Nacional de Defesa (END), aprovada em 2008, esclareceu os objetivos da força: "para assegurar sua capacidade de projeção de poder, a Marinha possuirá, ainda, meios de Fuzileiros Navais, em permanente condição de pronto emprego". "O Corpo de Fuzileiros Navais consolidar-se-á como a força de caráter expedicionário por excelência", potencialmente empregado "em qualquer lugar do mundo". As missões expedicionárias, provavelmente em países pobres em crise política e social no entorno estratégico brasileiro, exigem uma capacidade anfíbia para atuar em áreas litorâneas urbanizadas.
Com base na END, os Planos de Articulação e Equipamento da Marinha do Brasil (PAEMB) de 2009 e 2013 fixaram metas de expansão e reaparelhamento do CFN. Dentre elas, uma 2.ª Força de Fuzileiros da Esquadra seria fundada nas regiões Norte ou Nordeste, juntamente com uma 2.ª Esquadra. A expansão do efetivo a 20 666 militares até 2031 foi aprovada em 2010, e a realização do PAEMB exigiria um número ainda maior: 28 925. Ao final dos anos 2030, o CFN poderia estar maior do que os exércitos uruguaio e paraguaio. A crise econômica de meados da década e o consequente ajuste fiscal atrasaram os projetos. A 2.ª Esquadra/2.ª FFE ficou para longo prazo (anos 2030 ou 2040).
Os exercícios anfíbios gradualmente recuperaram sua frequência após 2016–2018, quando foram incorporados o NDM Bahia e o NAM Atlântico. Em 2023, as entregas dos programas estratégicos das Forças Armadas, incluindo ao CFN, prosseguiam num ritmo lento. Uma dessas aquisições, de doze blindados americanos Joint Light Tactical Vehicle (JLTV), foi destacada na imprensa por sua aptidão em operações urbanas, e portanto, à GLO. Para um comentarista de Le Monde diplomatique, isto indicava que os olhos da Marinha visaram guerrilhas, milícias, cartéis, gangues e outros oponentes irregulares nas cidades, e não o litoral, a Amazônia e o Pantanal.
Conforme admitido pelo comandante-geral em 2025, na "questão da capacidade de causar danos, que é a essência de uma Força Armada, nós estamos atingindo um nível de obsolescência importante", com a desativação dos obuseiros de 155 milímetros e obsolescência dos mísseis antiaéreos e carros de combate. Na sua descrição, o programa de investimento, denominado PROADSUMUS, "tem avançado com muita dificuldade". O maior progresso foi nas aquisições "voltadas para a mobilidade, pois isso nos dá capacidade de atuar em ações humanitárias, onde o poder público é mais sensível".

## Atribuições
O CFN existe para que a Marinha possa projetar poder sobre terra, se preciso pela conquista de um litoral hostil, a operação mais complexa, intensa e arriscada que ele pode efetuar. Os territórios controlados pelos fuzileiros navais podem negar o uso do mar ao inimigo e/ou facilitar operações navais e aéreas para o controle do mar. Pelo pré-posicionamento em regiões de interesse e as manobras em momentos de crise, eles podem produzir um efeito dissuasório.
A projeção de poder sobre terra, controle de área marítima, negação do uso do mar e dissuasão são as quatro tarefas básicas do poder naval, conforme a doutrina da Marinha do Brasil. A Estratégia Nacional de Defesa subordina a projeção de poder sobre terra à prioridade maior, que é a negação do uso do mar. O Brasil não é grande potência, não pretende intervir em qualquer lugar do mundo e tampouco precisa de guarnições permanentes para bases militares no exterior, ao contrário da França e dos Estados Unidos. Isto reserva ao CFN as tarefas de defesa dos arquipélagos, ilhas oceânicas e instalações navais e portuárias, as operações de paz, humanitárias e de apoio à política externa e o controle das margens de rios durante operações ribeirinhas.
O poder naval subdivide-se em três componentes, naval, aeronaval e anfíbio, e tem três formas de aplicação, a guerra naval, emprego limitado da força e atividades benignas. Os fuzileiros navais são o núcleo do componente anfíbio. Uma força naval com fuzileiros e aeronaves embarcados forma o "conjugado anfíbio", comparável ao Amphibious Ready Group americano. Este tem uma variedade de missões possíveis nas três formas de aplicação do poder naval.
Quando uma operação de GLO é decretada pelo governo, os fuzileiros navais podem ser empregados na segurança pública, aproveitando seu treinamento de policiamento e captura do inimigo. Estas intervenções historicamente expõem a instituição a críticas de intelectuais e da sociedade civil, apesar dos fuzileiros terem certo nível de simpatia entre a população. A GLO e operações de patrulha naval podem incluir a abordagem de navios civis por fuzileiros navais. No exterior, eles podem ligar-se a outras marinhas em exercícios e assessoramento, evacuar não combatentes de zonas de conflito e fornecer segurança às representações diplomáticas. As embaixadas brasileiras na Bolívia, Paraguai e Haiti estavam sob segurança do CFN em 2008.
Uma operação anfíbia propriamente dita tem quatro modalidades clássicas, todas as quais presumem um litoral hostil ou potencialmente hostil, e portanto, são operações de guerra naval. No assalto anfíbio, conquista-se uma cabeça de praia numa área terrestre litorânea. Na incursão anfíbia, forças terrestres são inseridas e retiradas para uma missão breve. Na demonstração anfíbia, o conjugado anfíbio aproxima-se do litoral, sem desembarcar, para iludir o inimigo. Na retirada anfíbia, uma força terrestre é extraída da terra para o mar. Uma quinta modalidade, incluída na doutrina em 2014, é a projeção anfíbia, que admite a possibilidade de um litoral permissivo e missões de emprego limitado da força e atividades benignas. Pelo novo conceito, uma operação anfíbia é definida pela projeção de poder militar sobre terra, independente do propósito ou do grau de hostilidade do litoral.

## Capacidades
A força de intervenção que o CFN seria capaz de organizar teria o porte de uma brigada leve, cujo efetivo e disponibilidade de blindados, artilharia, navios de desembarque e helicópteros tornam o Brasil "um dos pouquíssimos países da América Latina que pode projetar uma ação bélica marítima integral", segundo relatório do grupo espanhol Edefa. Seus equipamentos e organização para o combate são em grande parte de origem americana, embora seu porte e capacidade de investimento não se comparem aos do USMC. Entre as diferenças notáveis estão o limitado poder de choque dos blindados brasileiros e a ausência de uma aviação orgânica do CFN, que depende dos helicópteros da Força Aeronaval (Aviação Naval).
O "pronto emprego, capacidade expedicionária e caráter anfíbio" distinguem oficialmente o CFN das demais tropas regulares. Uma parcela da Força de Fuzileiros da Esquadra e dos navios, em sistema de rodízio, é mantida como Força de Emprego Rápido (FER). Dentro de 72 horas da sua ativação, a FER deve estar embarcada nos navios da Esquadra ou aviões da Força Aérea. Em 2017 a FER tinha o porte de uma Unidade Anfíbia, com 800 a 2 200 militares. A prontidão e mobilidade estratégica e tropa profissional da FFE podem ser comparadas às unidades de reação estratégica do Exército, como a Brigada de Infantaria Paraquedista, e diferem do Exército como um todo, que tem organização mais "pesada", de ativação mais lenta.
As características do poder naval — mobilidade, grande capacidade de carga e apoio logístico direto dos navios ("sea basing") — conferem a capacidade expedicionária. Conforme a doutrina, as operações expedicionárias ocorrem distante das bases, em outro país, com uma força autossustentável e objetivo e duração limitadas. Em tese uma operação brasileira no exterior poderia começar com a reação imediata da Marinha, seguida pelo Exército, trazendo um efetivo, cadeia logística e cronograma de maior envergadura. Tais intervenções exigem versatilidade: uma operação humanitária pode se transformar numa operação de emprego limitado de força ou mesmo de guerra quando as condições de segurança degeneram.
Em operações de guerra, a doutrina do CFN prefere a guerra de manobra, evitando choques frontais com as unidades de combate inimigas, à guerra de atrito. A guerra de manobra é traduzida para as operações anfíbias em dois conceitos advindos do USMC, a manobra operacional a partir do mar (inglês: Operational Maneuver From the Sea, OMFTS) e sua aplicação tática, a manobra navio-para-objetivo (inglês: Ship-to-Objective Maneuver, STOM): na OMFTS, usa-se o mar para obter uma posição de vantagem em terra, e na STOM, evita-se a pausa operacional após a conquista da praia. A teoria da guerra de manobra entrou nos manuais em 2003. Dez anos depois, um analista na revista Âncoras e Fuzis, publicada pelo Comando do Desenvolvimento Doutrinário do CFN, comentou que os preceitos da guerra de manobra ainda eram rotineiramente ignorados nos exercícios e operações. Essa filosofia de combate não tem fórmula fixa e sua internalização teria que ser gradativa.

### Navios anfíbios
O transporte de tropas e equipamentos até o litoral e o comando e controle sobre as ações em terra dependem de navios anfíbios. A Esquadra já conduziu diversas categorias de navio anfíbio (vide tabela ao final da seção), começando com os Navios de Transporte de Tropa (NTrT) da classe Custódio de Mello, de 1955 em diante. Eles eram comparáveis a navios-cargueiro e o transbordo era difícil, pois só ocorria por redes estendidas no costado e guindastes no convés principal. Ao início dos anos 1960, usaram-se também navios mercantes para transporte de tropa.
A próxima categoria incorporada pela Esquadra foi o Navio de Desembarque de Carros de Combate (NDCC), capaz de abicar nas praias e projetar uma rampa para o desembarque direto. Este modelo é prático, mas expõe um navio de grande porte a uma praia possivelmente hostil. Uma distância segura da praia pode ser obtida com um Navio de Desembarque de Doca (NDD). Este pode alagar seu convés inferior, ou convés doca, e abrir uma porta rebatível na popa para embarcações de desembarque e carros anfíbios. O Navio Doca Multipropósito (NDM) combina um convés doca com espaço para helicópteros e instrumentos mais avançados para comando e controle. Um navio-aeródromo pode também desembarcar fuzileiros navais com seus helicópteros, como fez rotineiramente o Minas Gerais nas décadas de 1960 a 1990, mesmo não sendo essa sua função principal.
O Porta Helicópteros Multipropósito (PHM)/Navio-Aeródromo Multipropósito (NAM) Atlântico, navio-capitânia da Marinha, carece do convés doca, mas pode descer embarcações de desembarque via compartimentos nos lados do casco e tem grande capacidade para helicópteros. Quando de sua incorporação, em 2018, a revista Military Watch avaliou que o Brasil "não está para se tornar uma grande potência naval capaz de projetar força ou conduzir desembarques anfíbios eficazes", argumentando que as fragatas brasileiras não forneceriam escolta adequada para uma força-tarefa liderada pelo Atlântico, deixando-o desprotegido. The War Zone, por outro lado, viu no Atlântico o centro da "pequena mas significativa" flotilha de assalto anfíbio brasileira, então composta de quatro navios de segunda mão de origem americana, francesa e britânica. A desativação do NDCC Mattoso Maia em 2023 reduziu a flotilha a três navios, o NAM Atlântico, NDM Bahia e NDCC Mattoso Maia.
| Navios anfíbios de grande porte da Marinha | Navios anfíbios de grande porte da Marinha | Navios anfíbios de grande porte da Marinha | Navios anfíbios de grande porte da Marinha | Navios anfíbios de grande porte da Marinha |
| Classe                                     | Origem                                     | Navio                                      | Período em serviço                         | Fuzileiros transportados                   |
| ------------------------------------------ | ------------------------------------------ | ------------------------------------------ | ------------------------------------------ | ------------------------------------------ |
| Custódio de Mello                          | Japão                                      | NTrT Custódio de Mello (G-20)              | 1954 – 2002                                | 500                                        |
| Custódio de Mello                          | Japão                                      | NTrT Barroso Pereira (G-16)                | 1955 – 1995                                | 500                                        |
| Custódio de Mello                          | Japão                                      | NTrT Ary Parreiras (G-21)                  | 1957 – 2009                                | 500                                        |
| Custódio de Mello                          | Japão                                      | NTrT Soares Dutra (G-22)                   | 1957 – 2001                                | 500                                        |
| LST 511 - 1152                             | Estados Unidos                             | NDCC Garcia D'Ávila (G-28)                 | 1971 – 1989                                | 147                                        |
| De Soto County                             | Estados Unidos                             | NDCC Duque de Caxias (G-26)                | 1973 – 2000                                | 634                                        |
| Thomaston                                  | Estados Unidos                             | NDD Ceará (G-30)                           | 1989 – 2016                                | 341                                        |
| Thomaston                                  | Estados Unidos                             | NDD Rio de Janeiro (G-31)                  | 1990 – 2012                                | 341                                        |
| Newport                                    | Estados Unidos                             | NDCC Mattoso Maia (G-28)                   | 1994 – 2023                                | 351                                        |
| Sir Galahad                                | Reino Unido                                | NDCC Garcia D'Ávila (G-29)                 | 2007 – 2019                                | 340                                        |
| Sir Bedivere                               | Reino Unido                                | NDCC Almirante Saboia (G-25)               | 2009 – presente                            | 440                                        |
| Foudre                                     | França                                     | NDM Bahia (G-40)                           | 2016 – presente                            | 450                                        |
| Ocean                                      | Reino Unido                                | NAM Atlântico (A-140)                      | 2018 – presente                            | 800                                        |

### Embarcações de desembarque
Para o transporte dos navios maiores até a praia, em 2014 a Marinha dispunha de três Embarcações de Desembarque de Carga Geral (EDCG), oito Embarcações de Desembarque de Viaturas e Pessoal (EDVP) e 16 Embarcações de Desembarque de Viaturas Militares (EDVM). As EDCGs e EDVMs pertencem ao Comando do 1.° Esquadrão de Apoio, enquanto as EDVPs são distribuídas entre diversas unidades, algumas em rios.
As EDCGs e EDVMs disponíveis em 2018 foram construídas nos anos 1970 a 1990, com algumas mais recentes, como as EDVMs da classe Caieiras, entregues em 2012–2013, e a EDCG Marambaia, que veio junto com o NDM Bahia. As EDVMs da classe Caieiras transportam até 80 militares ou 72 toneladas de carga, as EDCGs da classe Guarapari (Guarapari, Tambaú e Camboriú), até 120 militares ou 172 toneladas, e a Marambaia, até 380 toneladas ou seis Carros sobre Lagarta Anfíbios. A área da doca do NDM Bahia comporta vários arranjos, como a Marambaia e mais uma EDCG da classe Guarapari ou uma da classe Guarapari e mais quatro EDVMs.
Até a incorporação do PHM/NAM Atlântico e sua dotação de cinco lanchas LCVP Mk 5 britânicas em 2018, cerca de 60 EDVPs serviram à Marinha ao longo da história, adquiridas nos Estados Unidos, Japão e Brasil. Os modelos originais eram pouco melhores do que os transportes usados nos desembarques da Normandia, em 1944. As LCVP Mk 5 têm porte semelhante aos modelos anteriores, com capacidade para até 35 passageiros, mas são mais rápidas e permitem o desembarque a distâncias maiores da praia.
O PAEMB de 2009 previa a aquisição de oito unidades de mais uma categoria, o Veículo de Desembarque de Colchão de Ar (VDCA), numa meta total de 16 EDCGs e 32 EDVMs.

### Apoio aéreo

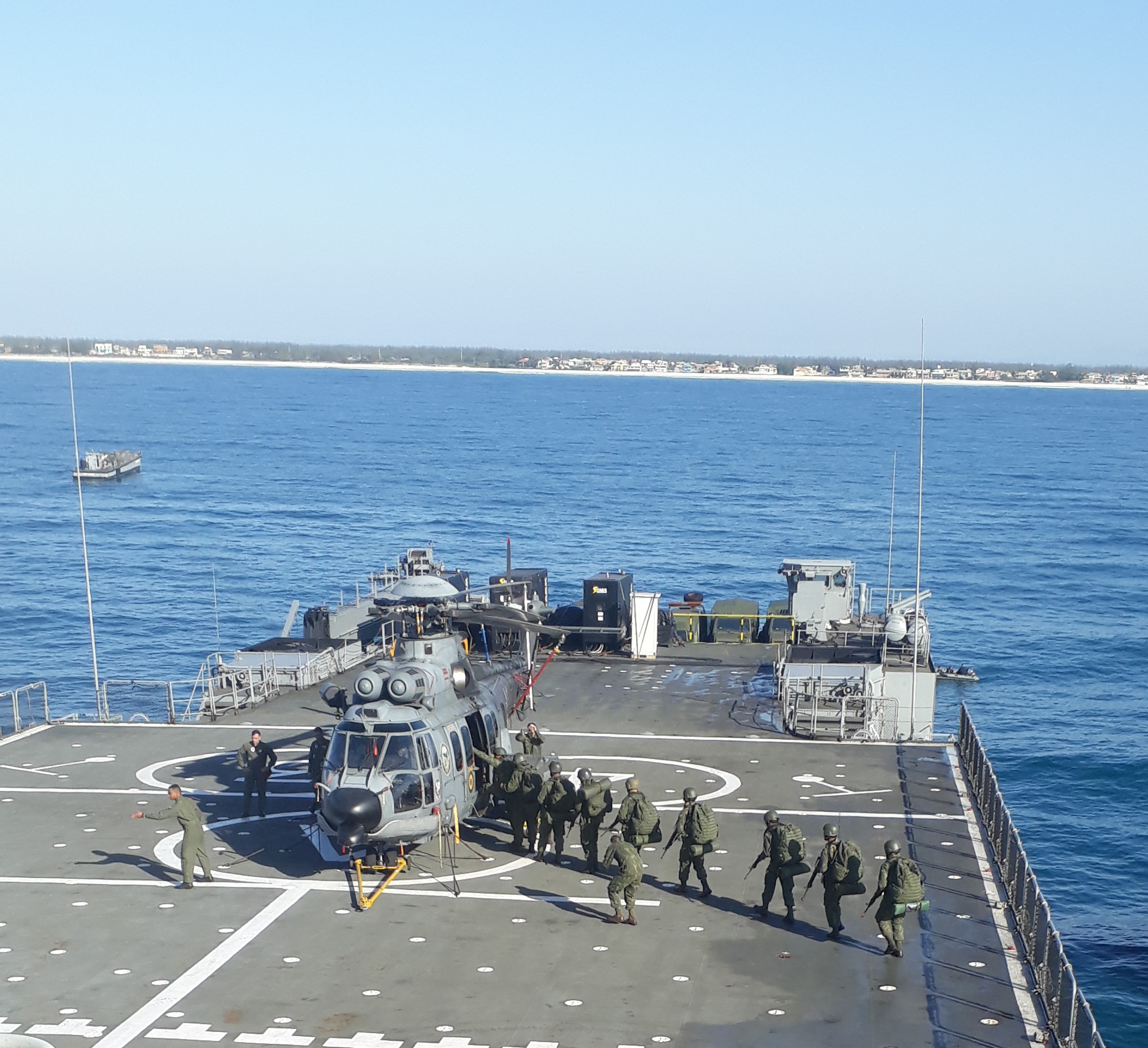
Embarque em helicóptero UH-15

Os helicópteros da Força Aeronaval servem com o CFN, embora dividam suas atenções com outras tarefas, pois a ideia de uma aviação orgânica do CFN nunca recebeu a aprovação das autoridades navais. A Aviação Naval fornece apoio de fogo aéreo, pelos mísseis e metralhadoras dos helicópteros, transporte de pessoal e carga, esclarecimento visual, evacuação de pessoal e busca e salvamento. Para o transporte, recorre-se com frequência aos UH-15 Super Cougar do 2.º Esquadrão de Helicópteros de Emprego Geral (HU-2). O UH-15, com capacidade para até 29 militares, está entre os maiores e mais pesados helicópteros da Marinha, e portanto, somente embarca nos PHM/NAM, NDM e NDCC. O HU-2 tinha nove deles em serviço em 2023. Outras missões de apoio são assumidas pelos UH-12 e UH-13 Esquilo e UH-17 do 1.º Esquadrão de Helicópteros de Emprego Geral (HU-1). Há demanda por um helicóptero de ataque dedicado para apoiar o CFN, mas ainda não foi definido o modelo.

## Efetivo

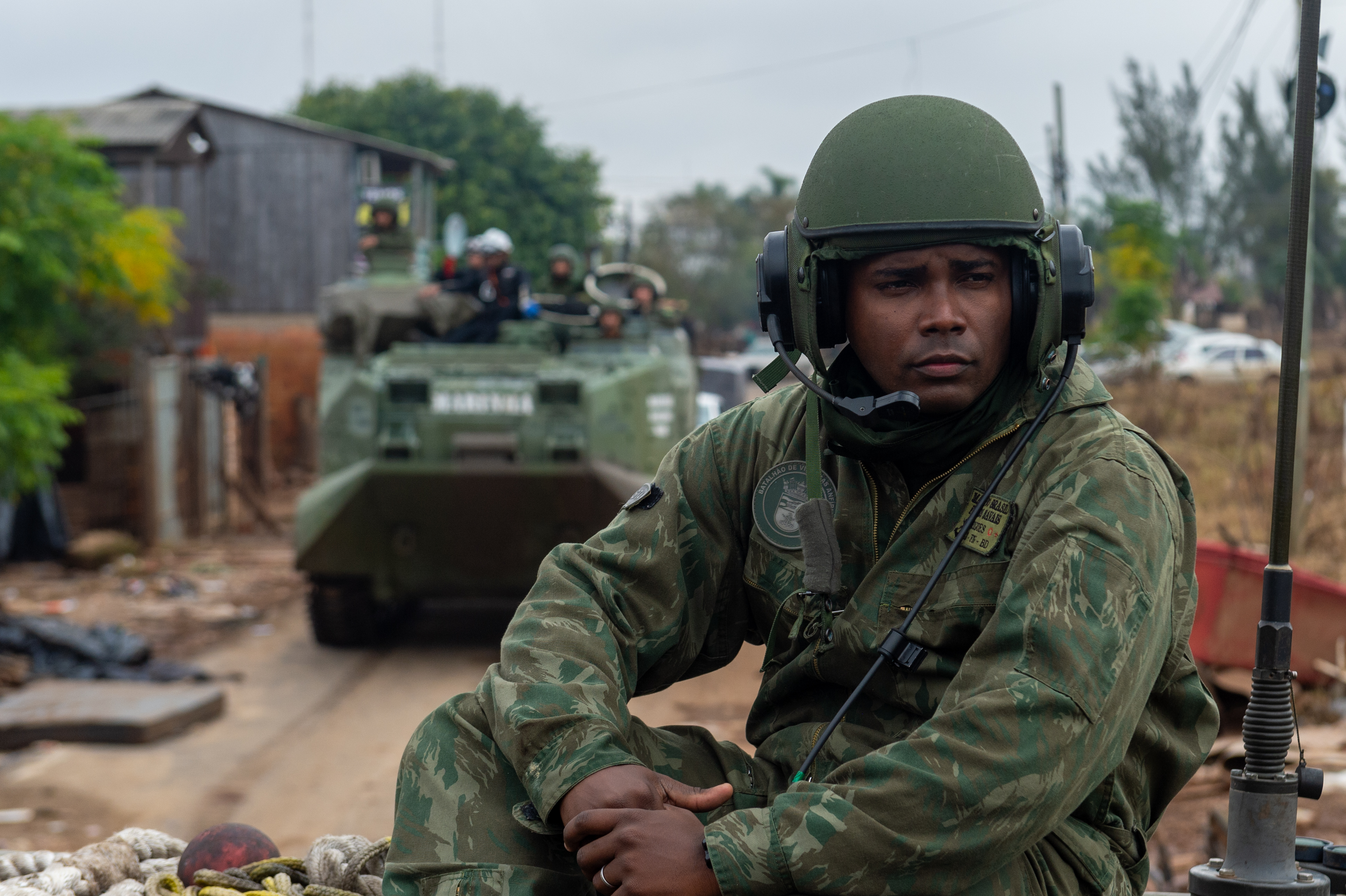
Tripulante de um Carro sobre Lagarta Anfíbio

O International Institute for Strategic Studies (IISS) quantifica um efetivo de 16 mil para o CFN em 2024. Na legislação brasileira, o número de oficiais foi fixado em 11 almirantes e 797 outras patentes em 2024. Os praças eram 15 988 em 2023. 14 926 estavam no Quadro de Praças de Fuzileiros Navais (QPFN) e os demais no Quadro de Músicos, Quadro Especial e Quadro Complementar. Do total, 1 183 eram suboficiais, 6 628 sargentos, 3 343 cabos e 4 834 soldados. A nomenclatura das patentes é a mesma da Marinha como um todo, com exceção da mais baixa, a de marinheiro, que é denominada "soldado" no CFN.
Os fuzileiros navais são uma tropa profissional e voluntária, selecionada em concurso público e incorporada com perspectiva de carreira. O CFN não tem "recrutas", os soldados que servem por um ano apenas para cumprir o serviço militar obrigatório no Exército. Ao contrário do Exército, a Marinha não se atribui as missões de difusão do civismo e presença nacional através do serviço militar, focando na defesa nacional propriamente dita. O militar recém-chegado ao Exército é treinado nas unidades combatentes, enquanto seu equivalente no CFN passa primeiro num centro de treinamento específico.
A designação de "tropa de elite" da Marinha é às vezes dada pela imprensa aos fuzileiros navais. Fontes acadêmicas discutem uma diferença qualitativa entre o Exército e o CFN contrastando conscritos e soldados profissionais. As unidades combatentes são aliviadas do encargo do treinamento inicial, que absorve toda a estrutura do Exército. Os militares passam mais tempo em serviço e recebem instruções mais avançadas. Os defensores da instrução em unidades combatentes argumentam que ela reforça o entrosamento entre comandantes e comandados. A escolha entre os modelos é a de especificidade de treinamento contra unidade de comando. O modelo profissional é também mais caro: soldados antigos pesam mais na folha de pagamento do que recrutas.

### Recrutamento
A principal forma de ingresso nas patentes de praça é o Curso de Formação de Soldados Fuzileiros Navais (C-FSD-FN), realizado no Centro de Instrução Almirante Milcíades P. Alves (CIAMPA), no Rio de Janeiro, e no Centro de Instrução e Adestramento de Brasília (CIAB). Os ingressantes são denominados "aprendizes" e passam por 17 semanas de treinamento. Os cursos de instrução e aperfeiçoamento ocorrem no Centro de Instrução Almirante Sylvio de Camargo (CIASC), no Rio, e os treinamentos em ambiente aquático realista usam o Centro de Adestramento da Ilha da Marambaia (CADIM). O Centro de Educação Física Almirante Adalberto Nunes (CEFAN) serve à preparação física.
Nos concursos de 2018 a 2023, o número de vagas flutuou entre 960 e 1 300, o de inscritos, entre 15 191 e 32 045, e a relação candidato/vaga entre 15,82 e 30,35. Em 2024, 720 jovens chegaram ao período de adaptação do curso, incluindo as primeiras 120 mulheres a realizar o C-FSD-FN. Num perfil socioeconômico de 176 Aprendizes-Fuzileiros Navais do curso de 2023, 86,4% tinham Ensino Médio completo, e os demais tinham Ensino Superior completo ou incompleto. 84,1% eram oriundos da região Sudeste do país. Todos tinham de 18 a 22 anos.
Os oficiais formam-se na Escola Naval, onde os aspirantes (alunos) optam por um de três Corpos para servir no restante da carreira: Armada, Fuzileiros Navais e Intendência. Dentro do Corpo de Fuzileiros Navais, optam entre habilitações em Eletrônica, Sistema de Armas ou Máquinas. A escolha do Corpo e Habilitação ocorre ao final do 2.° ano, no exercício embarcado "Aspirantex". Os Corpos de Fuzileiros Navais e Intendentes têm menos vagas (cerca de 16% cada em 2014). Ao final do quarto ano os aspirantes recebem a patente de guarda-marinha, com o qual ficam por um ano antes da entrada definitiva no oficialato.

### Carreira

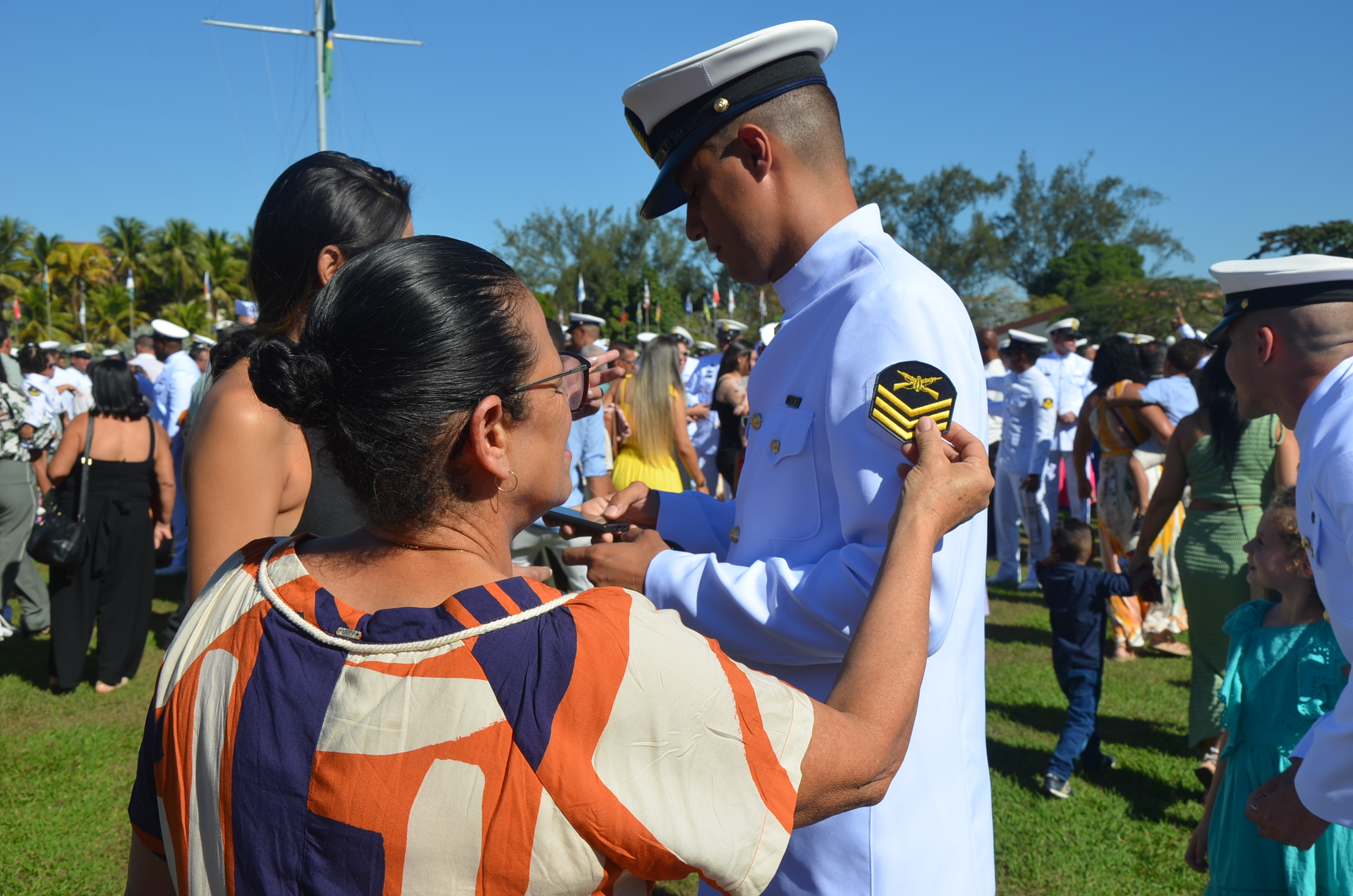
Familiar examina a divisa de braço de um fuzileiro naval no encerramento do Curso Especial de Habilitação para Promoção a Sargento

No plano de carreira vigente em 2017, o soldado fuzileiro naval é loteado numa organização militar, com compromisso de permanência no CFN por dois anos. Se aprovado nos concursos internos, pode ser promovido a cabo no quarto a sétimo anos da carreira, especializando-se em Artilharia, Infantaria, Escrita, Motores e Máquinas, Engenharia, Comunicações Navais, Corneta e Tambor, Aviação, Eletrônica, Enfermagem ou Blindado. Os concursos internos e cursos de habilitação continuam, com a promoção a 3.° sargento no décimo a décimo-quarto anos da carreira. Em seis anos nessa graduação, pode ser promovido a 2.° sargento, em mais cinco anos, a 1.° sargento, e em outros cinco, a suboficial. Em 2023 um sargento operador de CLAnF, viatura cujo valor podia ultrapassar os 15 milhões de reais, tinha um salário líquido na faixa dos R$ 6 000,00 mensais, menor do que receberia um motorista civil de caminhão habilitado para cargas perigosas.
Para os oficiais, os degraus da carreira são os mesmos na Armada e nos Fuzileiros Navais. Eles terão cerca de onze anos nas patentes de oficiais subalternos e intermediários (primeiro- e segundo-tenente e capitão-tenente), nos quais a promoção é por antiguidade. Outros dezoito anos são passados como oficiais superiores (capitão de corveta, capitão de fragata e capitão de mar e guerra), com promoções por antiguidade e merecimento. Cursos de aperfeiçoamento e especialização ocorrem ao longo da carreira. Para os poucos promovidos a oficial-general (contra-almirante, vice-almirante e almirante de esquadra), entra o critério da escolha. A patente de almirante de esquadra (quatro estrelas), a mais alta da Marinha em tempos de paz, foi aberta aos fuzileiros navais em 1980. Só há vaga para um fuzileiro naval nessa posição. Para aumentar seu número de candidatos, os almirantes fuzileiros procuram passar mais tempo com duas ou três estrelas.

### Tradições
Os fuzileiros navais preferem não ser chamados de marinheiros, pois seu ethos próprio é meio marítimo e meio terrestre. Sua especialidade, o combate direto num grupo de combate ou pelotão, é associada à bravura, coragem e heroísmo, virtudes clássicas da infantaria de outras forças; o antropólogo Celso Castro exemplifica na "proximidade entre infantes [do Exército] e fuzileiros navais" uma das "aproximações horizontais entre espíritos de segmentos de diferentes Forças". O espírito de corpo, definido oficialmente como "uma forma de pensar e uma crença que polarizam homens na busca de objetivos comuns", é considerado um dos sentimentos mais importantes.
Dois séculos de história acumulam-se em tradições características da geografia, sociedade e cultura brasileiras. A terminologia do CFN não é idêntica à do USMC e chega a causar problemas na tradução ao inglês. A Marinha preza pela tradição e cultua heróis do passado, normalmente almirantes e oficiais superiores. No caso dos fuzileiros navais, os almirantes Milcíades Portela Alves e Sylvio de Camargo; este último é reconhecido como o patrono do Corpo.
A página oficial da Marinha apresenta como os "símbolos e costumes dos fuzileiros navais" o escudo, o estandarte, o distintivo (fuzis cruzados sob uma âncora) presente nos brasões das unidades e uniformes, o gorro de fita em estilo escocês, o uniforme de gala garança, o capacete histórico em estilo prussiano e o lema "ADSUMUS" A cor viva dos uniformes de gala destaca-se entre os uniformes normalmente discretos da Marinha. A Banda do Corpo de Fuzileiros Navais é conhecida por suas gaitas de fole.

### Relações públicas

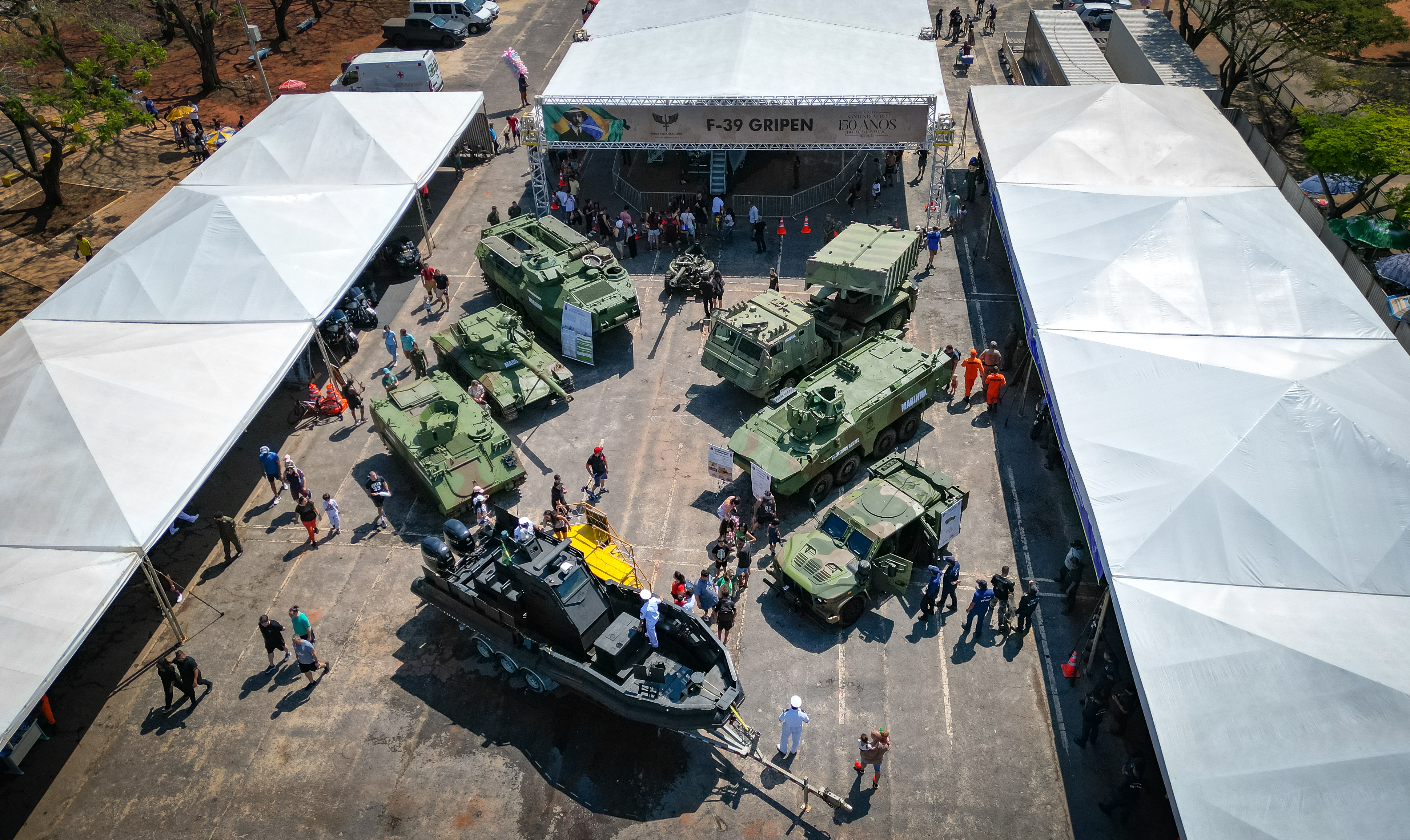
Blindados e artilharia em exposição ao público em Brasília

Os fuzileiros navais se definem para a sociedade como organização de vanguarda, bem equipada e adestrada, de formação exigente e elevada moral. Eles investem na sua imagem entre a população civil através de ações cívico-sociais (ACISO) e demonstrações operativas abertas ao público, tendo na Banda do CFN o componente de maior simpatia entre a população. O material histórico da força é exposto no Museu do Corpo de Fuzileiros Navais, no interior da Fortaleza de São José da Ilha das Cobras.
A sociedade brasileira é indiferente aos marujos e soldados fuzileiros navais, conforme o historiador Anderson da Silva Almeida, que cita o caso da morte de um jovem no Curso de Formação de Soldados em março de 2010. O evento não repercutiu na grande mídia, mas a Marinha divulgou uma nota à imprensa, indicando uma postura institucional mais aberta à sociedade do que no passado. Conforme observações da Revista Sociedade Militar, a repercussão das publicações oficiais da Marinha no Twitter, ao abordar o CFN, foi positiva de 2006 a 2018, confirmando uma imagem de eficiência militar. Nos anos seguintes o tom passou ao escárnio e a uma "amálgama de decepção política com desconhecimento sobre os deveres e limites das Forças Armadas", o que a revista atribuiu ao envolvimento das Forças Armadas na política a partir de 2018.

## Organização
A organização divide-se em dois ramos, um gerencial, doutrinário e técnico-administrativo, centralizado no Comando-Geral do Corpo de Fuzileiros Navais (CGCFN), e outro operativo, representado pela Força de Fuzileiros da Esquadra (FFE) e Grupamentos e Batalhões Distritais. As unidades operativas não se subordinam ao CGCFN: este é um dos órgãos de direção setorial subordinados ao Comando da Marinha, enquanto aquelas respondem ao Comando de Operações Navais (CON), no caso da FFE, ou aos Distritos Navais (DN), para as demais unidades. Os DNs subordinam-se ao CON. As bases militares do CFN concentram-se no estado do Rio de Janeiro, onde também está sediada a Esquadra brasileira.
Nos níveis operacional e tático, o CFN atua através dos Grupamentos Operativos de Fuzileiros Navais (GptOpFuzNav). Inspirada na Marine Air-Ground Task Force (MAGTF) do USMC, esta é uma organização-por-tarefas constituída para uma missão específica. Seu pessoal e equipamento são mobilizados de diversas unidades. Conforme o escalão que lhe serve de núcleo, ele é classificado como um Elemento Anfíbio (uma companhia reforçada ou 300 fuzileiros), Unidade Anfíbia (batalhão reforçado ou 800 a 2 200 fuzileiros) ou Brigada Anfíbia (dois ou mais batalhões, com até 7 000 fuzileiros); os dois últimos são comparáveis à Marine Expeditionary Unit e Marine Expeditionary Brigade do USMC.
O GptOpFuzNav é dividido num Componente de Comando (CteC), Componente de Combate Terrestre (CCT), Componente de Combate Aéreo (CteCA) e Componente de Apoio de Serviços ao Combate (CASC). O CCT é o núcleo e concentra a maioria do efetivo. Um GptOpFuzNav pode ter mais de um CCT, CteCA ou CASC, mas sempre preserva a unidade de comando. Não existe um GptOpFuzNav dentro de outro; quando um reforça o outro, o menor é absorvido pelo maior. São exemplos de organização para fins específicos o GptOpFuzNav em Apoio à Defesa Civil e o GptOpFuzNav de Emprego Rápido em Força de Paz. Este último, composto de 220 militares, foi certificado em 2022 como uma Quick Reaction Force (QRF) de nível 3 no Sistema de Prontidão de Capacidades de Manutenção da Paz da ONU. Esta é a qualificação máxima no sistema e a única alcançada por uma unidade militar brasileira naquele momento.
A Estratégia de Defesa Marítima, publicada em 2023, estipula que nos 20 anos após 2024 a Marinha tenha meios para formar uma "Força de Projeção", à qual o CFN forneceria uma Unidade Anfíbia. A Esquadra precisaria de um navio-aeródromo com capacidade de operar aeronaves de asa fixa, três navios anfíbios, três EDCGs e seis EDVMs, e a Aviação Naval precisaria de oito aeronaves para movimento helitransportado e outras seis para escolta e apoio de fogo.

### Comando-Geral

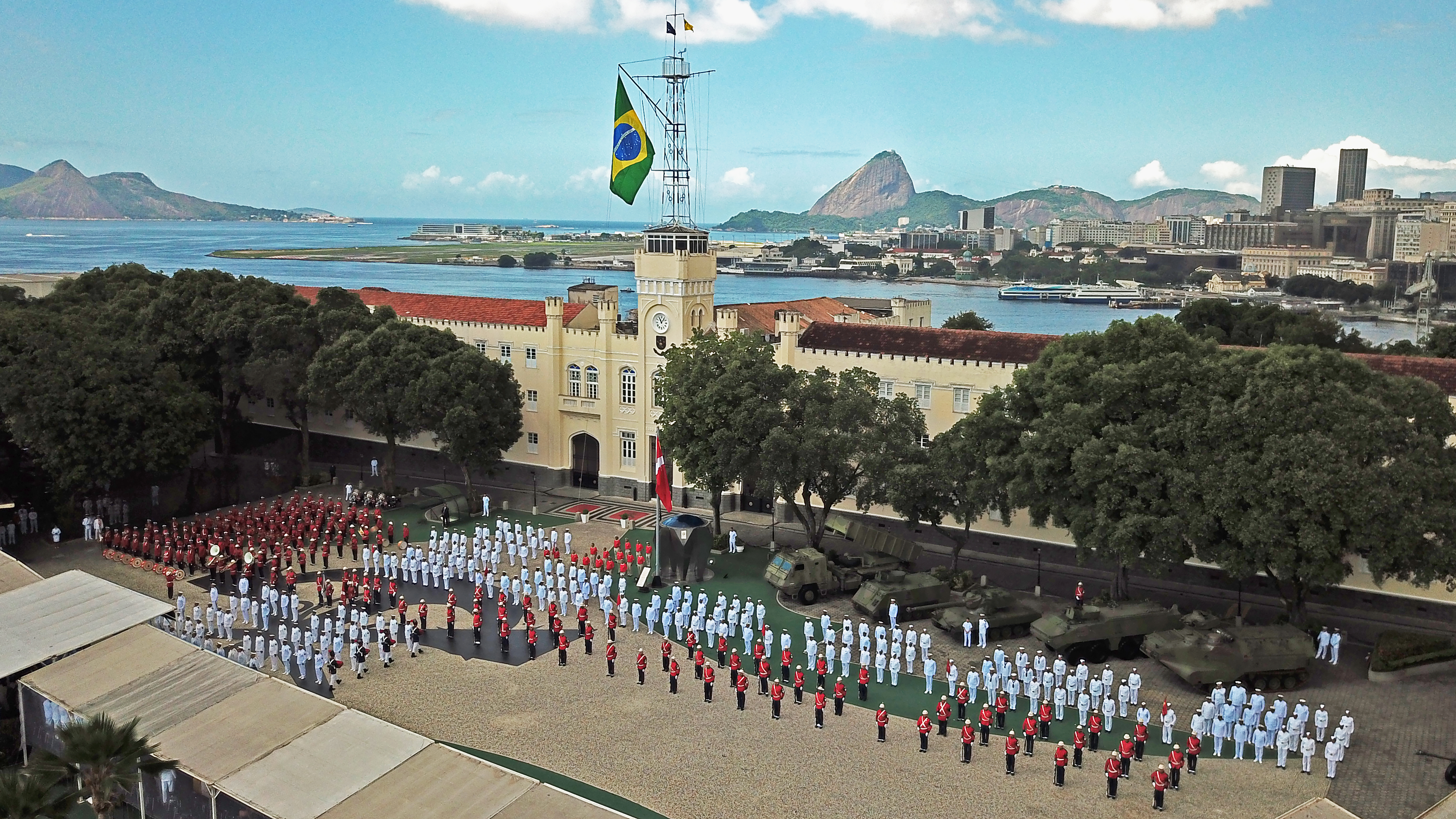
Cerimônia na Fortaleza de São José, sede do CGCFN

O Comando-Geral do Corpo de Fuzileiros Navais, sediado na Fortaleza de São José, na Ilha das Cobras, administra os recursos humanos, material, pesquisa e doutrina em proveito do setor operativo do CFN. Desde 1981 seu comandante não tem envolvimento direto no emprego da FFE. Esta reorganização inseriu o Comandante-Geral no Almirantado, onde participa do processo decisório de alto nível da Marinha.
Ele tem subordinados a Comissão de Desportos da Marinha, o CEFAN, o Comando de Proteção Defesa Nuclear, Biológica, Química e Radiológica da Marinha (CProtDefNBQRM), o Comando do Treinamento e do Desenvolvimento Doutrinário do CFN, o Comando do Pessoal de Fuzileiros Navais e o Comando do Material de Fuzileiros Navais. Todos os centros de instrução pertencem a este setor. O CProtDefNBQRM tem subordinados o Batalhão Naval e o Batalhão de Polícia de Fuzileiros Navais. O Batalhão Naval é uma organização de apoio de administração financeira, de pessoal, segurança e serviços gerais ao Comando-Geral, Comando de Pessoal e Comando do Material.
O Batalhão de Polícia, antiga Companhia de Polícia do Batalhão Naval, é uma polícia militar no sentido internacional do termo — uma polícia interna das Forças Armadas, sem relação com as Polícias Militares dos estados brasileiros. Esta não é a única polícia dentro da Marinha: a FFE tem uma Companhia de Polícia dentro da Divisão Litorânea, e outros contingentes servem nos Batalhões e Grupamentos distritais. Os militares dessas formações são identificados pela braçadeira com as letras "SP", de "Serviço de Polícia".

### Força de Fuzileiros da Esquadra

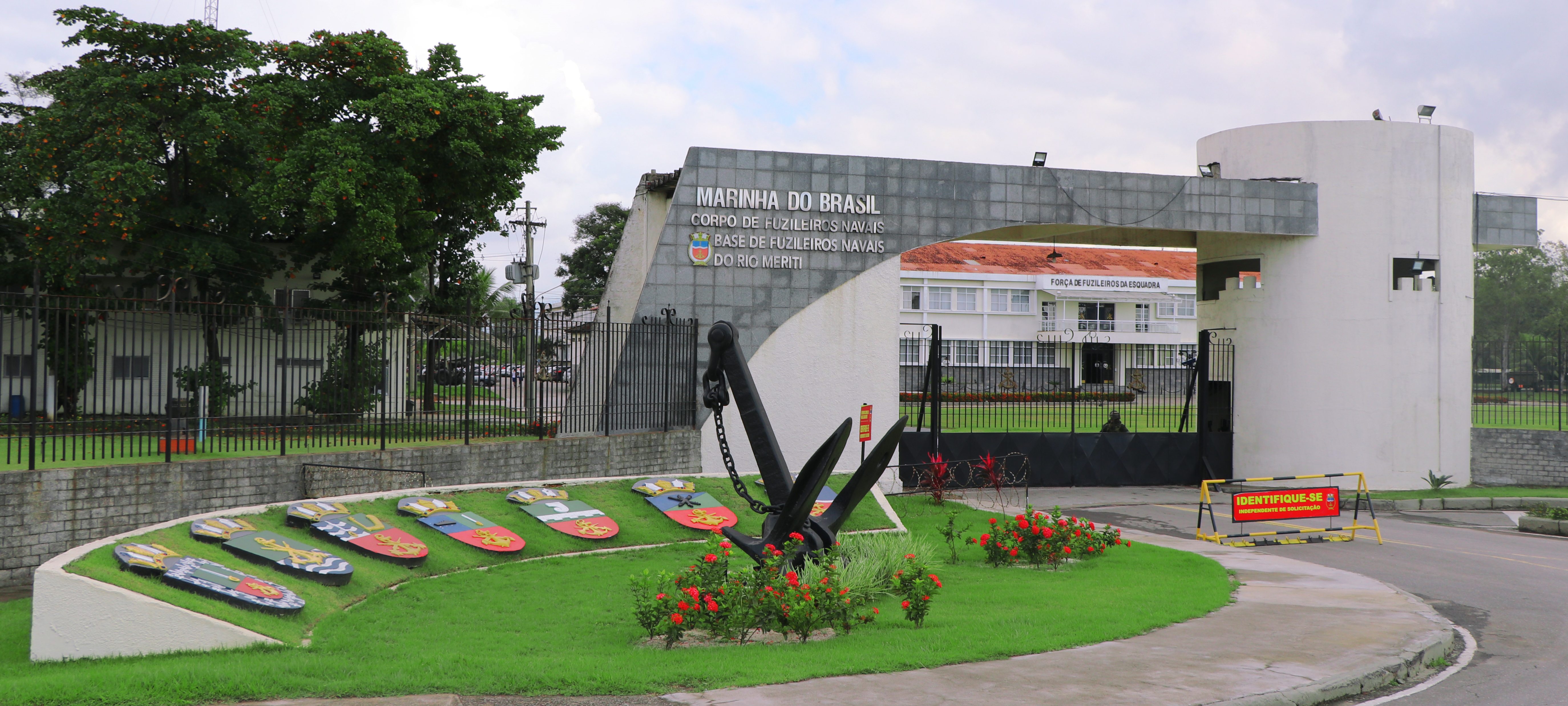
Entrada da Base de Fuzileiros Navais do Rio Meriti

A FFE constitui a força de desembarque nas operações anfíbias, definida pela Seaforth World Naval Review como o "componente de alto-mar da infantaria naval". A Esquadra, que ela apoia mas não tem relação hierárquica, seria o componente de "águas azuis" da Marinha. A FFE comanda elementos de infantaria, artilharia, engenharia, comando e controle, viaturas anfíbias e blindadas, operações especiais e logística, para um efetivo total de seis mil fuzileiros em 2017. Não há uma distinção rígida entre as várias armas, quadros, e serviços, como no Exército. A infantaria é normalmente a única arma de combate terrestre, sendo as demais classificadas no planejamento e emprego em apoio ao combate, como os blindados e artilharia, ou apoio de serviços ao combate.
De caráter expedicionário, sua estrutura procura agilizar a transição entre a organização administrativa e a de combate. O Comando da FFE está sediado no Complexo Naval Caxias Meriti, onde suas necessidades de comando, controle e administração são atendidas pela Base de Fuzileiros Navais do Rio Meriti, uma de suas organizações subordinadas. Seus demais componentes são a Divisão Anfíbia, que reúne a maioria das unidades de combate, a Divisão Litorânea, o Batalhão de Combate Aéreo, o Batalhão de Operações Especiais de Fuzileiros Navais e o Comando da Divisão Ribeirinha. Este último, denominado Comando da Tropa de Desembarque até 2025,}} não tem unidades autônomas subordinadas e compõe Componentes de Comando dos GptOpFuzNav.

#### Divisão Anfíbia
A Divisão Anfíbia tem seu comando sediado na Ilha do Governador. Ela controla a Base de Fuzileiros Navais da Ilha do Governador e os seguintes batalhões: 1.°, 2.° e 3.° de Infantaria de Fuzileiros Navais (BtlInfFuzNav), Artilharia de Fuzileiros Navais (BtlArtFuzNav), Comando e Controle (BtlCmdoCt) e Blindados de Fuzileiros Navais (BtlBldFuzNav). Os planos de expansão do CFN criariam um 4.° Batalhão de Infantaria na FFE do Rio de Janeiro e o 5.° e 6.° na 2.ª FFE.
Os armamentos da infantaria são os fuzis M16 e FN FAL, metralhadoras FN Minimi, FN MAG e Browning M2HB, morteiros de 60 e 81 milímetros, canhões sem recuo AT-4 e mísseis anticarro MAX 1.2 AC. A artilharia emprega obuseiros de 105 mm L-118 Light Gun, morteiros de 120 mm e lançadores múltiplos de foguetes ASTROS 2020. O Batalhão de Comando e Controle tem recursos de comunicações e guerra eletrônica.
O Batalhão de Blindados opera os principais veículos blindados do CFN, com a importante exceção do Carro sobre Lagarta Anfíbio, que está na Divisão Litorânea. Sua frota consiste em 17 carros de combate leves SK-105, um blindado de socorro 4KH7FA  Greif da mesma família, 30 transportes de pessoal sobre lagartas da família M-113, 30 transportes de pessoal sobre rodas da família Piranha III e 12 blindados leves JLTV. O PAEMB previa a compra de 26 carros de combate até 2019, 72 transportes sobre rodas até 2022 e 72 transportes sobre lagartas até 2029.

Componentes da Divisão Anfíbia
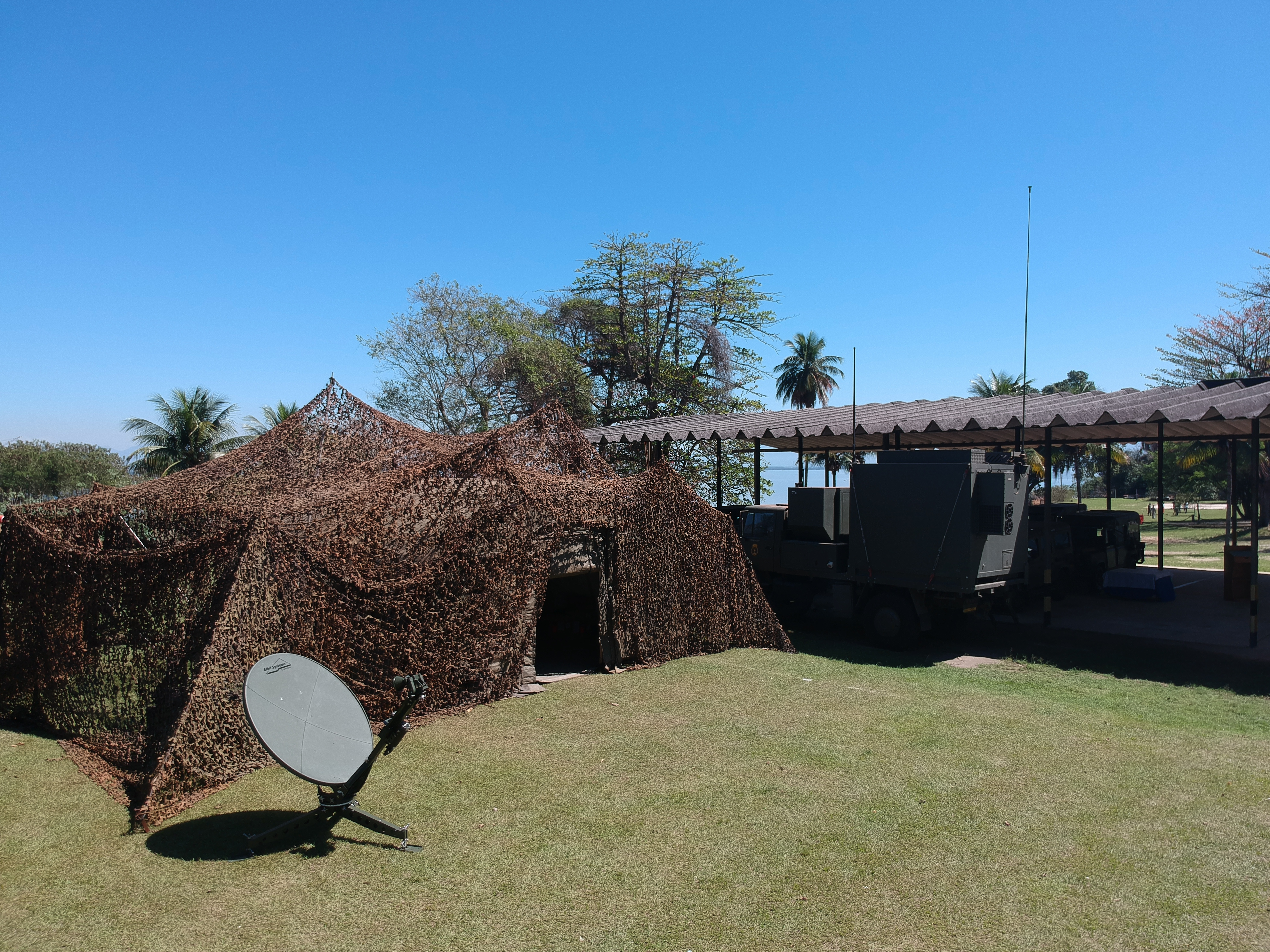
Comando e Controle
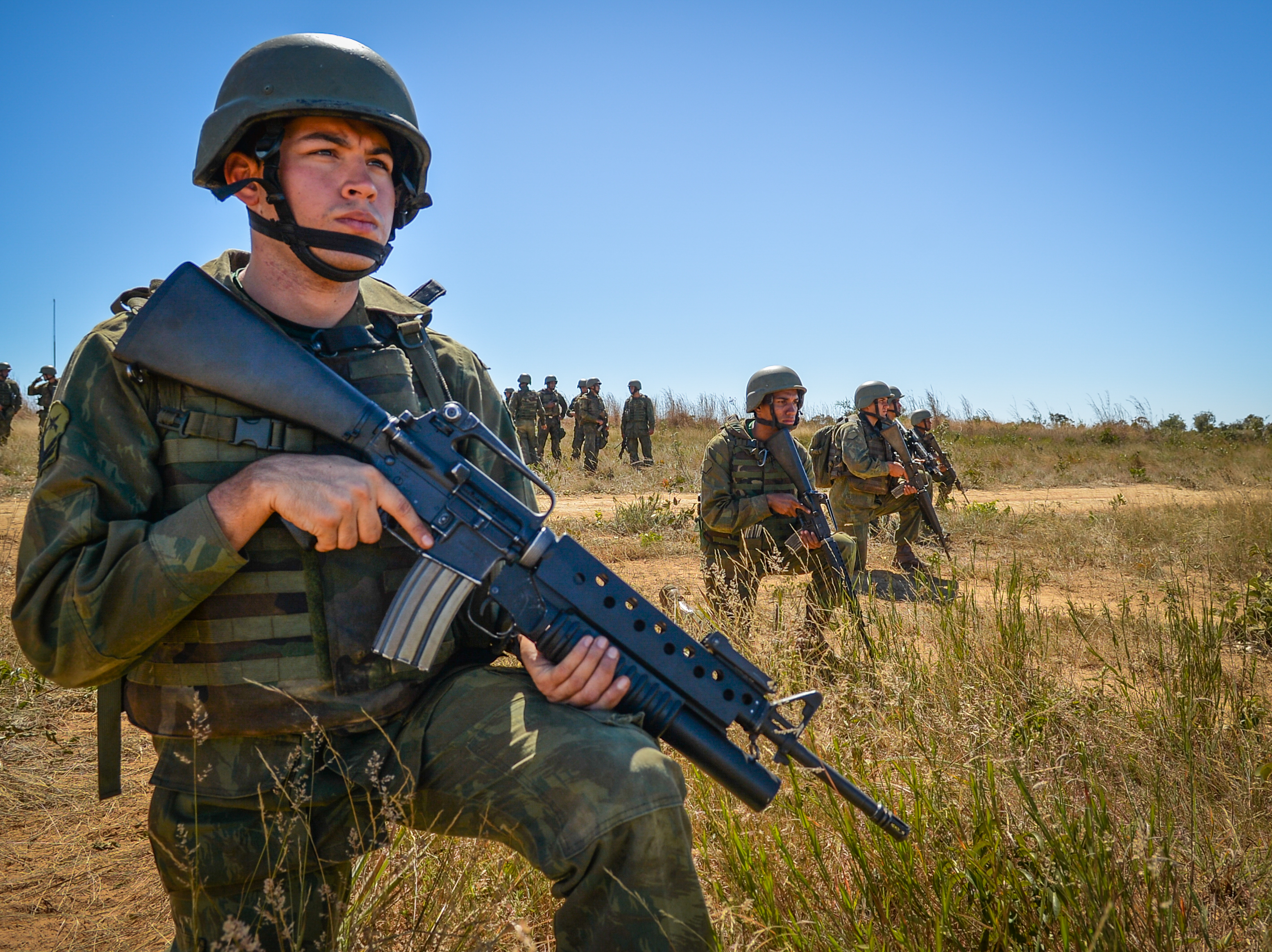
Infantaria
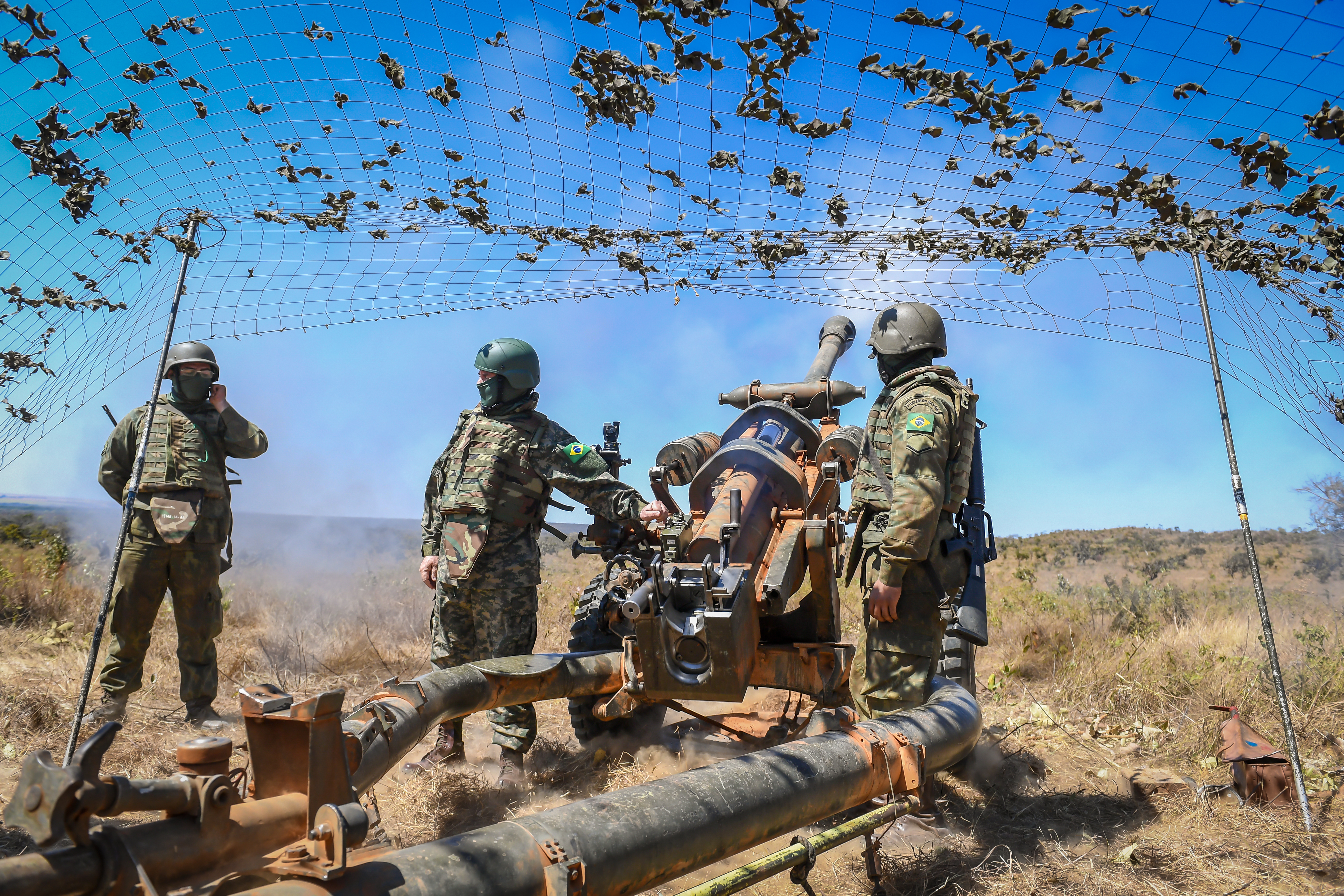
Artilharia
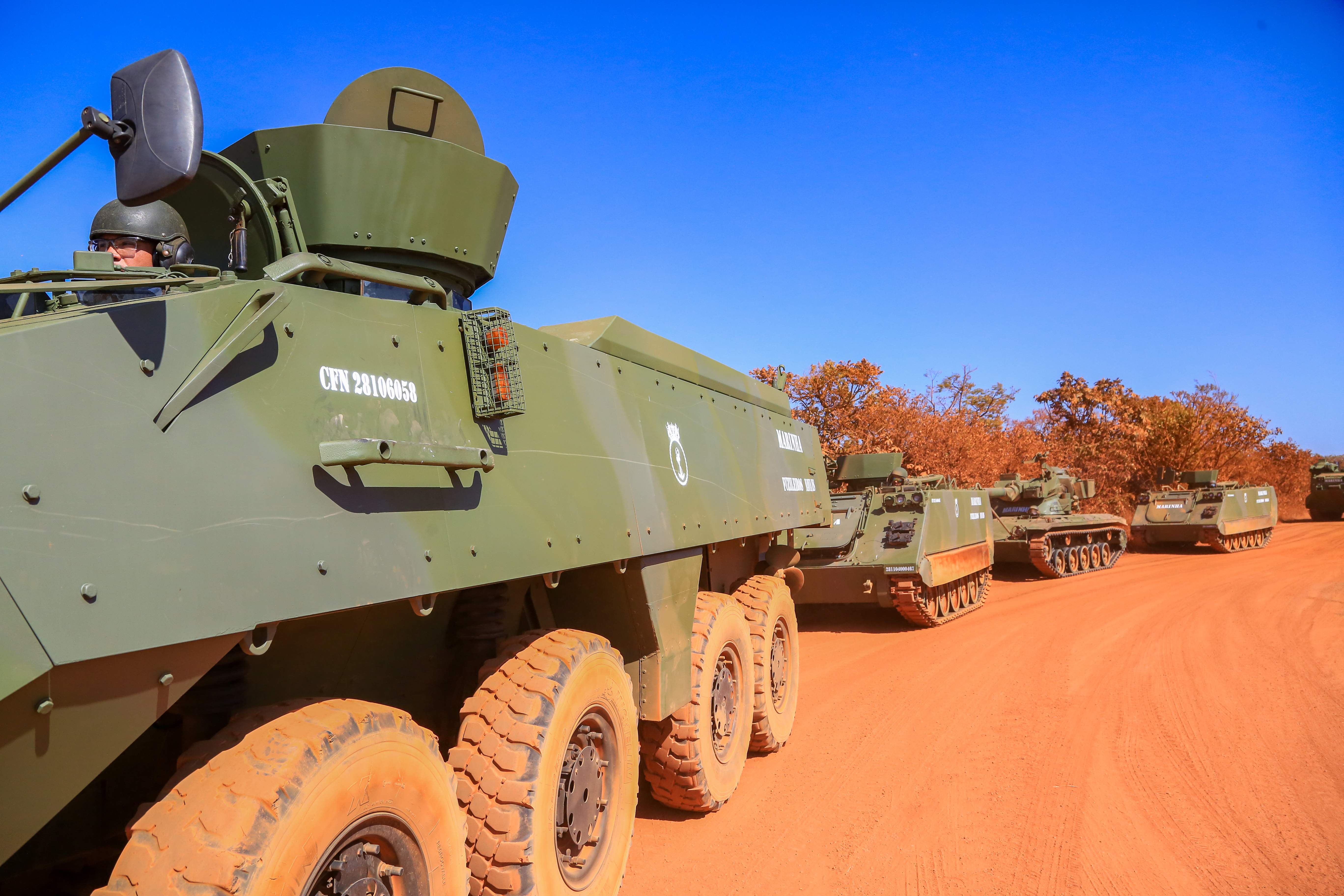
Blindados

#### Divisão Litorânea
A Divisão Litorânea, conhecida como Tropa de Reforço até 2025, tem seu comando sediado na Ilha das Flores. Focada no suporte aos Grupamentos Operativos, ela comanda a Base de Fuzileiros Navais da Ilha das Flores, os batalhões de Engenharia de Fuzileiros Navais (BtlEngFuzNav), Logístico de Fuzileiros Navais (BtlLogFuzNav), Viaturas Anfíbias (BtlVtrAnf) e Proteção e Defesa Nuclear, Biológica, Química e Radiológica (2.° BtlProtDefNBQR), a Companhia de Polícia (CiaPol) e a Unidade Médica Expedicionária da Marinha (UMEM). O Batalhão de Viaturas Anfíbias opera o CLAnf (Amphibious Assault Vehicle ou AAV, na designação original americana), blindado responsável pelo movimento navio-terra dos elementos de assalto numa operação anfíbia. Seus 49 blindados são o maior inventário do AAV no Hemisfério Sul. A meta do PAEMB havia sido ainda maior, com um total de 78 desses veículos.

Componentes da Divisão Litorânea
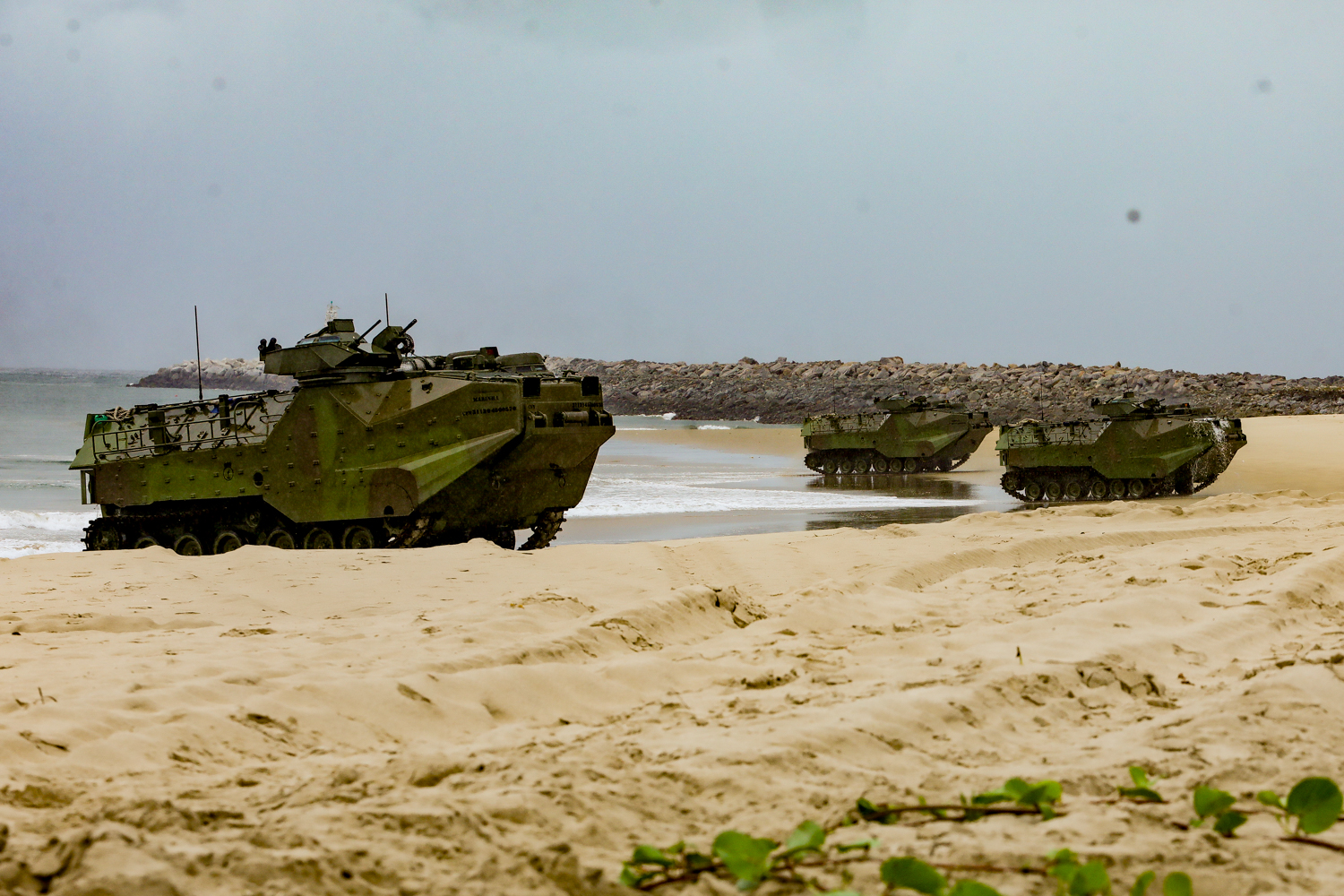
Viaturas Anfíbias
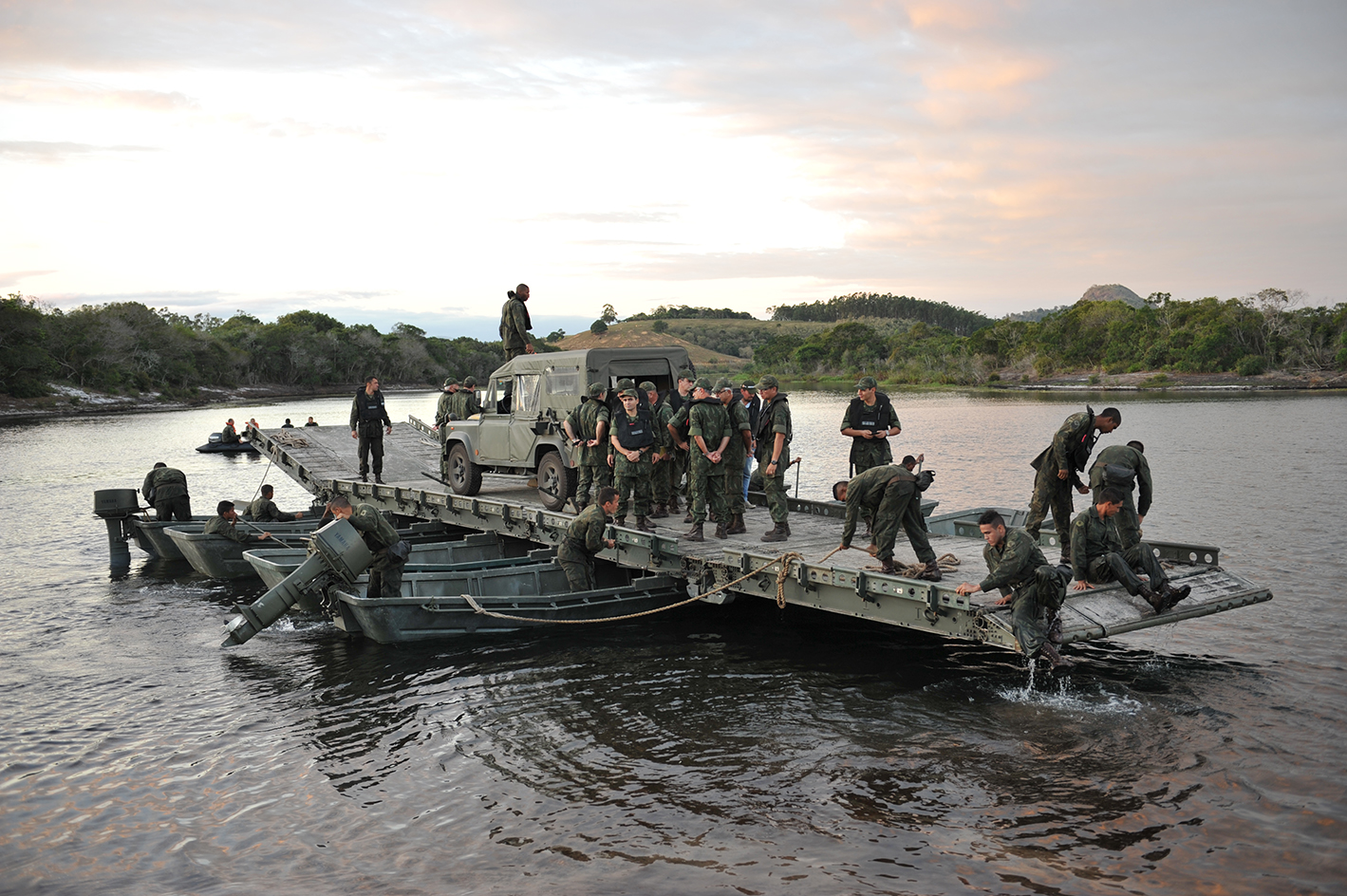
Engenharia
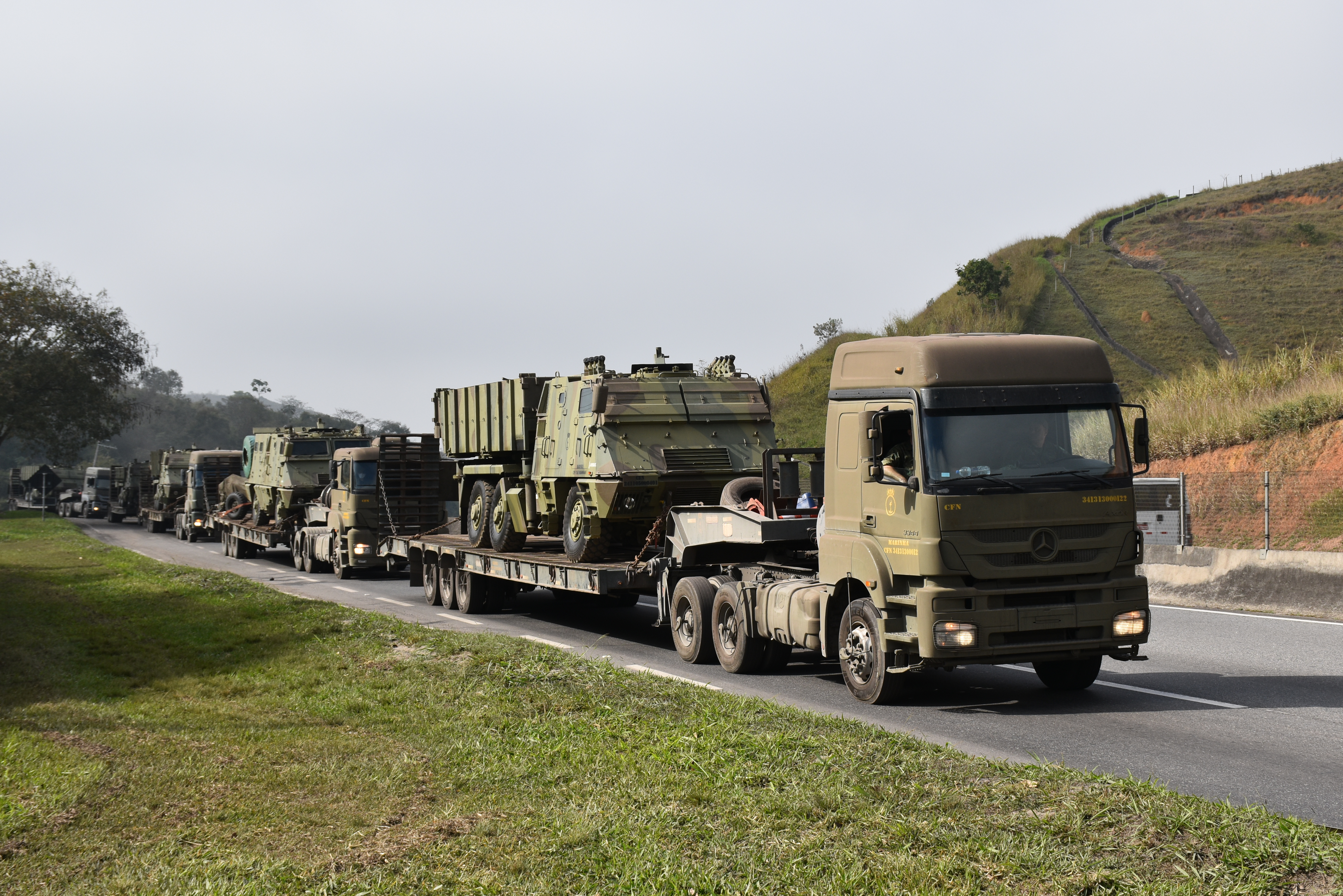
Logística
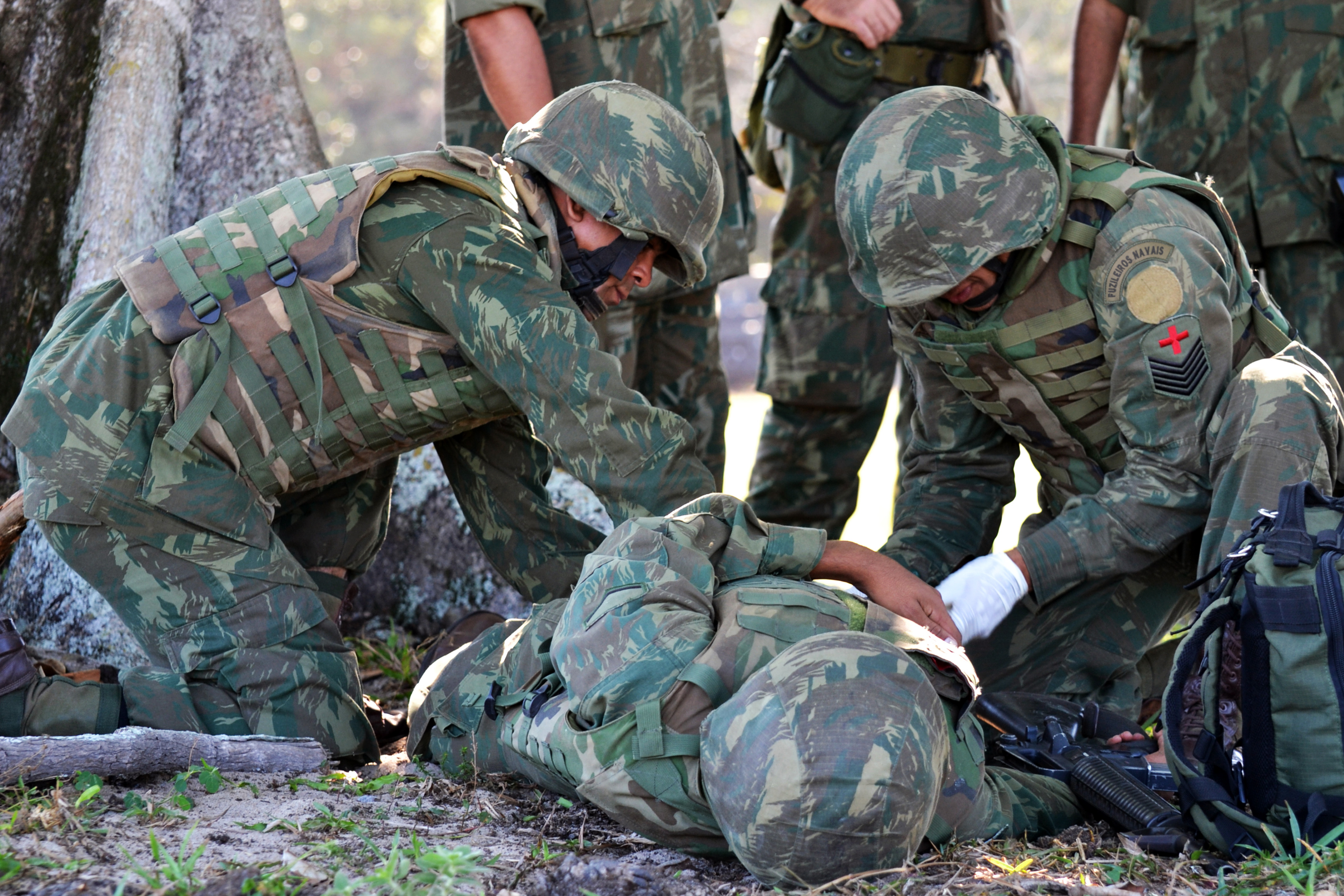
Unidade Médica
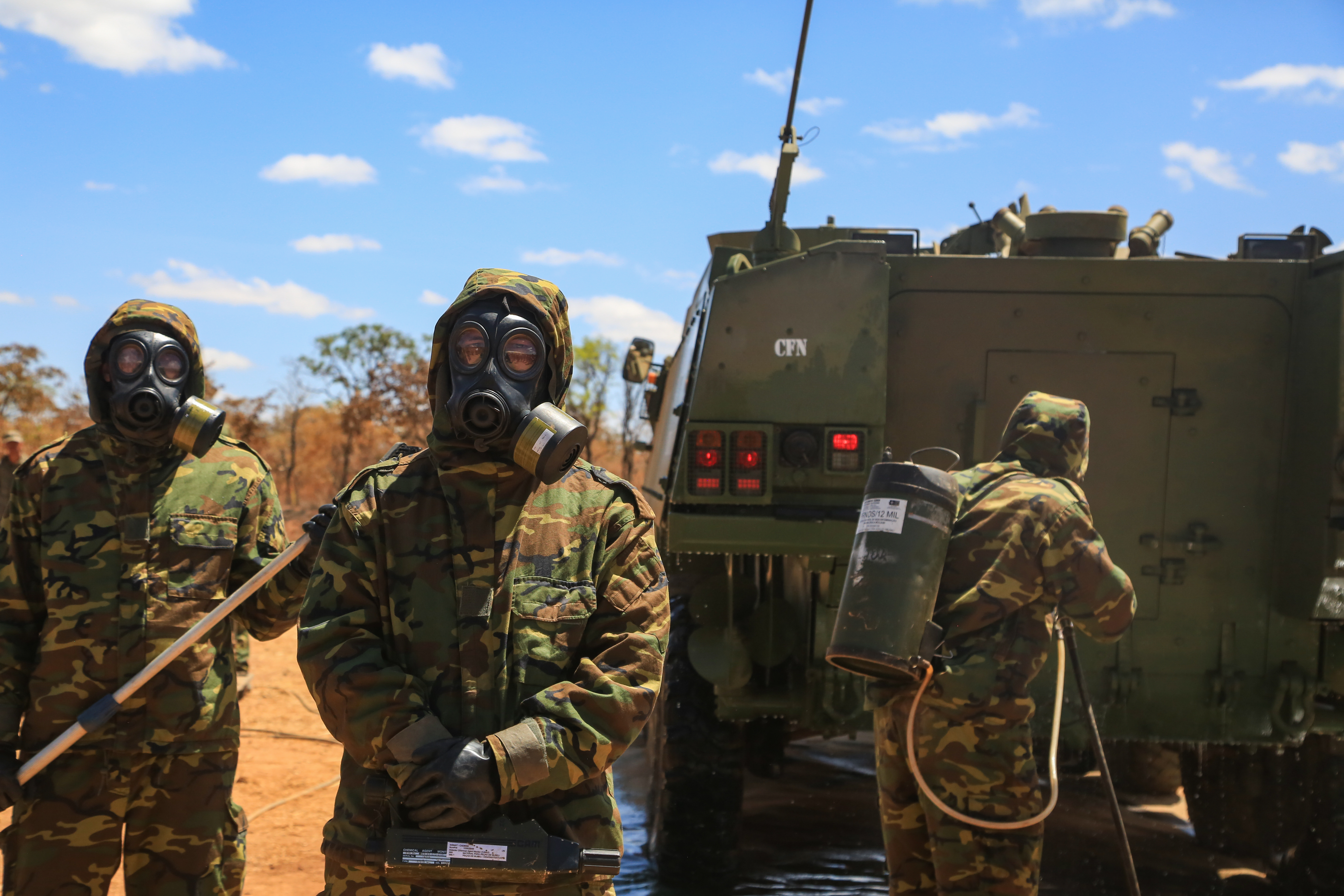
Defesa NQBR

#### Combate Aéreo e Operações Especiais

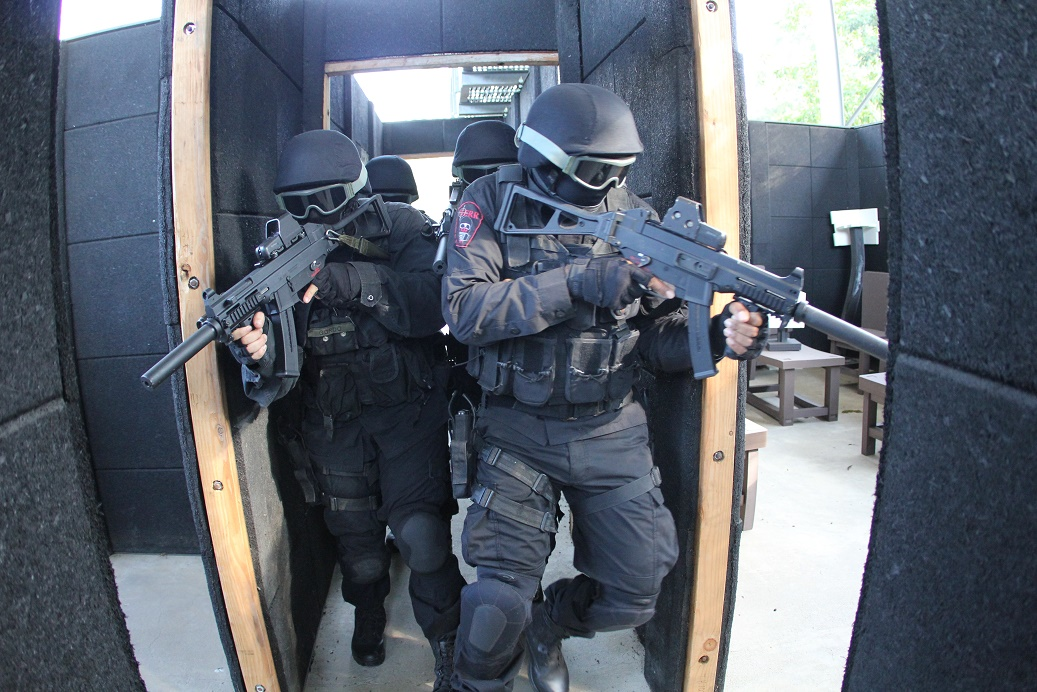
Comandos Anfíbios em treinamento de retomada de instalação

O Batalhão de Combate Aéreo (BtlCmbAe) é o núcleo usual do Componente de Combate Aéreo de um GptOpFuzNav, podendo permanecer a bordo ou em terra e coordenar aeronaves da Aviação Naval quando incluídas no seu Componente. Ele é equipado com artilharia antiaérea — canhões Bofors L/70 BOFI-R de 40 mm e mísseis portáteis Mistral — e veículos aéreos não tripulados para o reconhecimento aéreo. Seu efetivo era de 217 militares, de uma dotação de 280, em 2016.
Os fuzileiros navais preparados para operações contra alvos de alto risco e valor, os "comandos anfíbios", são reunidos no Batalhão de Operações Especiais de Fuzileiros Navais (BtlOpEspFuzNav), o Batalhão Tonelero. Ele é organizado em três companhias de operações especiais, focadas no reconhecimento, ações de comandos e contraterrorismo. Seus equipamentos são diversos e especializados, e seus critérios de recrutamento e instrução são mais exigentes. A formação completa de um comando anfíbio pode levar dois anos ou mais. Os comandos anfíbios treinam anualmente em vários biomas do Brasil e frequentam cursos no Exército Brasileiro, como os de paraquedismo, guerra na selva e operações em montanha, e mesmo no exterior.  Seu batalhão é uma de duas unidades de operações especiais da Marinha, ao lado do Grupamento de Mergulhadores de Combate, pertencente ao Corpo da Armada. Sua principal distinção é o ambiente de atuação, normalmente terrestre para os comandos anfíbios e aquático para os mergulhadores de combate.

### Unidades distritais
Cada Distrito Naval (DN) tem uma unidade de fuzileiros navais, quase sempre na sede. Cinco distritos têm Batalhões de Operações Litorâneas (BtlOpLitFn): Rio de Janeiro (1.º DN, 1.º batalhão), Salvador (2.º DN, 2.º batalhão), Natal (3.º DN, 3.º batalhão), Santos (8.º DN, 4.º batalhão) e Rio Grande (5.º DN, 5.º batalhão). Três distritos têm Batalhões de Operações Ribeirinhas, com o 1.º no 9.º DN, de Manaus, o 2.º no 4.º DN, de Belém, e o 3.º no 6.º DN, de Ladário.
Os batalhões litorâneos podem ser empregados na defesa de instalações e portos e no fornecimento de equipes de segurança embarcadas. As unidades de Brasília e de Natal realizam estágios de qualificação nos ambientes do Cerrado e da Caatinga. Cada unidade pode reforçar a FFE ou ser reforçada por ela. A insuficiência dos contingentes para proteger todo o litoral e outras áreas sensíveis à Marinha é compensada pela própria mobilidade da FFE.
O 1.º e 2.º Batalhões de Operações Ribeirinhas representam o CFN na Amazônia, e o 3.º, na bacia do rio Paraguai. Planeja-se um 4.º em Tabatinga, Amazonas, e um Comando da Tropa de Desembarque Ribeirinho, sediado na região amazônica e comandado por um contra-almirante fuzileiro naval. Sua organização básica é a de um batalhão de infantaria, acrescido de elementos de polícia, engenharia de combate, operações especiais e embarcações para alcançar certa independência das unidades do Rio de Janeiro. Por outro lado, seu efetivo (cerca de 900 homens em 2003) é ligeiramente inferior a um batalhão tradicional. As ações são descentralizadas e cada grupo de combate tem um enfermeiro próprio. Alguns oficiais e sargentos realizam o Curso de Operações na Selva do Exército. O 3.º Batalhão realiza um curso próprio de operações no Pantanal.
Há três Batalhões de Proteção e Defesa Nuclear, Química, Biológica e Radiológica: o 1.º em Iperó, São Paulo, subordinado ao Centro Tecnológico da Marinha em São Paulo, o 2.º, já mencionado, na Divisão Litorânea, e o 3.º em Brasília, subordinado ao 7.º Distrito Naval. Mais um batalhão foi planejado para Itaguaí, na sede do futuro submarino nuclear brasileiro. O 1.º Batalhão é responsável pela segurança e controle de emergências no Centro Experimental Aramar, uma infraestrutura do Programa Nuclear da Marinha, enquanto o 3.º batalhão é o antigo Grupamento de Fuzileiros Navais de Brasília.

## Exercícios militares

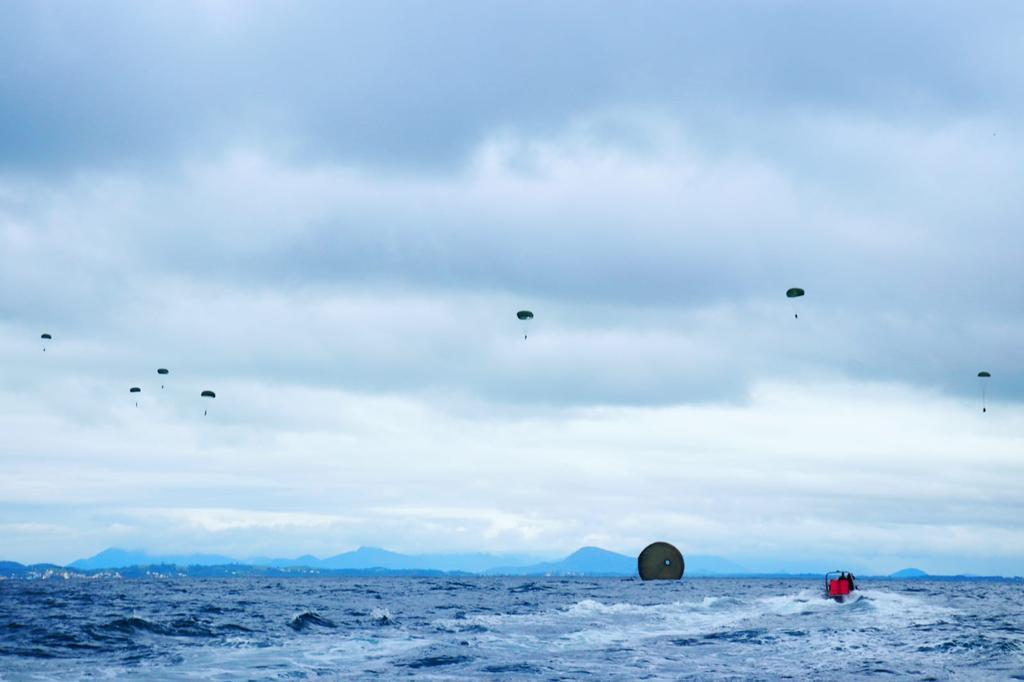
Salto de paraquedistas na Operação Dragão

O adestramento anfíbio na Marinha do Brasil tem seu ápice na Operação Dragão, realizada anualmente desde 1964, com um hiato entre 2001 e 2016. Neste período, devido às restrições orçamentárias e de meios navais, realizou-se a operação UANFEX, de porte menor. Este exercício militar presume um conflito fictício, com foco em terra firme, para o qual a FFE é deslocada pelo mar e simula um assalto anfíbio para a conquista do território inimigo. Ele combina os meios navais, aeronavais e de fuzileiros navais da Marinha, além de contribuições do Exército e da Força Aérea Brasileira (FAB). As praias da Operação Dragão já incluíram Ilhéus e Porto Seguro, na Bahia, Ponta da Fruta, Marataízes, Meaípe, Itaoca e Guarapari, no Espírito Santo, Macaé, no Rio de Janeiro, São Sebastião, em São Paulo, e Imbituba e Itajaí, em Santa Catarina. No seu auge no período inicial, em 1995, participaram 23 navios, onze helicópteros, seis aviões da FAB, oito CLAnf e 2 338 militares.
Na Operação Dragão os meios do Corpo da Armada constituem a "Força Tarefa Anfíbia", ao qual está subordinada a Força de Desembarque de fuzileiros navais. Na Operação Dragão XXXVIII, em 2018, foram dez embarcações. Os fuzileiros embarcaram em dois navios capitais no Rio de Janeiro, o NDM Bahia e NDCC Almirante Saboia, e estes partiram escoltados por duas fragatas da classe Niterói. Como preparação, navios varredores procuraram minas na região de abicagem e mergulhadores de combate e comandos anfíbios, transportados em navios-patrulha, fizeram reconhecimento e neutralizaram alvos sensíveis. No "dia D", 750 soldados de infantaria desembarcaram em Itaoca com 13 CLAnf e várias embarcações EDVM e EDCG, nas quais vieram quatro blindados Piranha e outros veículos. Enquanto estas tropas avançavam, construía-se uma estrutura logística na cabeça de praia. Conquistados os objetivos, os fuzileiros ficaram em posições defensivas até a ordem de reembarque, quando a simulação presume que outras tropas assumiriam a linha de frente. Uma unidade da FFE costumava representar o inimigo.
No período do hiato da Operação Dragão, o exercício anual para coroar os ciclos de adestramento foi a Operação Formosa, que simula um desembarque sem meios navais. A ênfase está nos disparos de munição real e coordenação de fogos, abrangendo o combate terrestre e aéreo com infantaria, paraquedistas, blindados, artilharia e aviação. A operação ocorre desde 1988 no Campo de Instrução de Formosa, em Goiás, uma área de 114 mil hectares sob administração do Exército e único campo de instrução do país com espaço para o disparo de foguetes do sistema Astros. O Exército e a FAB também participam desde 2021. O deslocamento do Rio de Janeiro até o campo, a 1 300 km de distância, já é por si só uma operação logística de grande escala. A edição de 2024 incluiu mais de três mil militares, contingentes dos Estados Unidos e China e observadores de outros oito países.
Os treinamentos de operações ribeirinhas da FFE ocorrem no Lago de Furnas, em Minas Gerais, uma das maiores represas fluviais do mundo, aproveitando ainda o terreno montanhoso das redondezas e um aeroporto desativado, que foi transformado numa base da Aviação Naval. A Operação Furnas I/2023 mobilizou mais de 1 300 fuzileiros navais.

### Citações
1. ↑  CGCFN (2018).
2. ↑  MB, Patrono (s/d).
3. 1 2  IISS (2024), p. 418.
4. 1 2 3 4 5 6 7 8 9 10 11 12 13 14 15  Araújo, Oliveira & Stilben (2024).
5. 1 2 3 4 5 6 7 8 9 10  MB, Estrutura (2025).
6. ↑  CGCFN, Comandante (s/d).
7. 1 2  CFN, Linha do tempo (s/d).
8. ↑  Moloeznik (2018), p. 18.
9. ↑  Cantídio (1993), p. 34-35.
10. ↑  Fuzileiros, História (s/d).
11. ↑  Bielinski (2008), p. 9-11.
12. ↑  Teixeira (2023), p. 40.
13. ↑  Bielinski (2008), p. 18-20.
14. ↑  Bielinski (2008), p. 21, 25-27.
15. ↑  Bielinski (2008), p. 27.
16. 1 2 3 4  Cantídio (1993), p. 35.
17. ↑  Bielinski (2008), p. 44.
18. ↑  Bielinski (2008), p. 44-51.
19. 1 2 3  Cantídio (1993), p. 35-36.
20. ↑  Bielinski (2008), p. 51, 57.
21. 1 2  Teixeira (2023), p. 43.
22. 1 2  Moloeznik (2018), p. 23.
23. ↑  Teixeira (2023), p. 41, 43.
24. ↑  Bielinski (2008), p. 65.
25. ↑  Bielinski (2008), p. 68.
26. ↑  Pinheiro (2012), p. 72-73.
27. 1 2  Teixeira (2023), p. 42.
28. 1 2  Cantídio (1993), p. 37.
29. ↑  Bielinski (2008), p. 71-73.
30. ↑  Almeida (2017), p. 79.
31. ↑  Bielinski (2008), p. 77.
32. ↑  Castro (2022), p. 163-164, 167-168.
33. ↑  Almeida (2017), p. 62.
34. ↑  Bielinski (2008), p. 83.
35. ↑  Almeida (2017), p. 62-65.
36. ↑  Almeida (2017), p. 67.
37. 1 2  Almeida (2017), p. 67-68, 78-79.
38. ↑  Almeida (2017), p. 77.
39. ↑  Almeida (2017), p. 68, 79-80.
40. ↑  Almeida (2017), p. 83-84.
41. ↑  Bielinski (2008), p. 93-95.
42. ↑  Almeida (2017), p. 86.
43. ↑  Cantídio (1993), p. 39.
44. 1 2  Ferreira (1996), p. 124.
45. ↑  Vellame (2006), p. 36.
46. ↑  Almeida (2017), p. 82.
47. ↑  Bielinski (2008), p. 97-103.
48. ↑  Almeida (2017), p. 87-90.
49. ↑  Almeida (2017), p. 86-87.
50. ↑  Cantídio (1993), p. 45.
51. 1 2  Daróz (2017), p. 29-30.
52. ↑  Cantídio (1993), p. 38-40.
53. 1 2 3  Vellame (2014), p. 15.
54. ↑  DPHDM, Fuzileiros Navais (s/d).
55. ↑  Cantídio (1993), p. 40-41.
56. ↑  Vellame (2014), p. 15-16.
57. 1 2  Cantídio (1993), p. 42.
58. ↑  Gioseffi (2014), p. 58.
59. ↑  Almeida (2010), p. 29-30.
60. ↑  Bielinski (2008), p. 105-106.
61. ↑  FFE (2017), p. 28-31, 42-43.
62. 1 2  Cantídio (1993), p. 44.
63. ↑  Cantídio (1993), p. 41.
64. ↑  Cantídio (1993), p. 46-47.
65. ↑  Almeida (2017), p. 114.
66. ↑  Parucker (2006), p. 107-112.
67. ↑  Almeida (2017), p. 52, 55, 119-125.
68. ↑  Almeida (2010), p. 56, 81.
69. 1 2  Almeida (2010), p. 69.
70. ↑  Bielinski (2008), p. 110.
71. ↑  Almeida (2017), p. 171.
72. ↑  Castro (2022), p. 297-299.
73. ↑  Almeida (2017), p. 10, 28-29.
74. ↑  Bielinski (2008), p. 115.
75. ↑  Almeida (2017), p. 172.
76. ↑  Almeida (2017), p. 174-175.
77. 1 2  Cantídio (1993), p. 49.
78. ↑  Marques (2001), p. 57-58.
79. ↑  Cabrita (2018), p. 186-187.
80. ↑  Cabral et al. (2011).
81. ↑  O Tempo (2014).
82. ↑  Cantídio (1993), p. 43-44.
83. 1 2 3  Carneiro (2010), Parte I.
84. ↑  Gioseffi (2014), p. 57-58.
85. ↑  CIA (1973), p. 18.
86. ↑  Bielinski (2008), p. 116.
87. ↑  CIA (1973), p. 14, 18.
88. ↑  Cardoso (2021), p. 378-380.
89. ↑  Cardoso (2021), p. 383.
90. ↑  Cardoso (2021), p. 378, 382.
91. ↑  Bielinski (2008), p. 118.
92. ↑  Jesus (2017), p. 186.
93. ↑  Piñon (2022b), p. 314.
94. 1 2  Barreira (2016), p. 102.
95. ↑  Bielinski (2008), p. 119-121.
96. ↑  Jenkins (1991), p. 62.
97. 1 2 3 4  Vellame (2014), p. 18.
98. 1 2  França (2013), p. 11.
99. ↑  Coelho (2021), p. 51.
100. ↑  Soares (2015), p. 112.
101. 1 2 3  Rodrigues (2023).
102. 1 2  Hoelscher & Norheim-Martinsen (2014), p. 964.
103. 1 2 3  Carneiro (2010), Parte II
104. ↑  Andrade (2011).
105. ↑  Soares (2015), p. 50.
106. 1 2  Dreyfus et al. (2010), p. 103-104.
107. ↑  Estadão (2018).
108. ↑  Decreto 6.703, de 18 de dezembro de 2008.
109. ↑  Arruda (2015), p. 27-28.
110. ↑  Piñon (2022b), p. 315.
111. ↑  Gioseffi (2014), p. 48-49.
112. ↑  Ferreira, Montenegro & Nobre (2020), p. 91-92.
113. 1 2 3 4 5  Lopes (2015).
114. ↑  Malin (2016).
115. ↑  Gioseffi (2014), p. 57.
116. 1 2 3 4  Lopes (2014), Livro II, cap. 30.
117. ↑  Coelho (2021), p. 51-52.
118. ↑  Caiafa (2023).
119. ↑  Moralez & Braga (2025), p. 58-61.
120. ↑  Arruda (2015), p. 24.
121. ↑  Lage (2014), p. 18.
122. ↑  Silva (2016), p. 19.
123. ↑  Corrêa (2016), p. 311-312.
124. ↑  Pesce & Carneiro (2001), p. 272.
125. ↑  Arruda (2015), p. 25.
126. 1 2  Côdo (2021).
127. 1 2  Lage (2014), p. 17-18.
128. 1 2  Jesus (2017), p. 188.
129. ↑  Arruda (2015), p. 17.
130. ↑  Lage (2014), p. 28.
131. 1 2  Silveira (2002), p. 135.
132. ↑  Franco (2014).
133. ↑  Piñon (2022b), p. 316.
134. ↑  Vallim (2017), p. 14.
135. ↑  Bielinski (2008), p. 121.
136. 1 2  Arruda (2015), p. 25-26.
137. ↑  Piñon (2022b), p. 312.
138. ↑  Piñon (2022b), p. 311-312.
139. ↑  Edefa (2024), p. 129.
140. ↑  Lage (2014), p. 27-28.
141. ↑  Jesus (2017), p. 187.
142. ↑  Maia & Pereira (2017), p. 44-45.
143. ↑  FFE (2017), p. 14-15.
144. ↑  Pinheiro (2012), p. 24.
145. ↑  Silva (2015), p. 93.
146. ↑  Vallim (2017), p. 11-13.
147. ↑  Almeida & Oliveira (2017), p. 33.
148. ↑  Piñon (2022b), p. 314-315.
149. ↑  Silva (2021).
150. ↑  Vellame (2014), p. 24-25.
151. ↑  Rodrigues (2013).
152. 1 2  Piñon (2022a), p. 296-297.
153. ↑  Cantídio (1993), p. 48.
154. ↑  Piñon (2022a), p. 297-298.
155. 1 2  Piñon (2022a), p. 298-299.
156. ↑  Lopes (2014), Livro II, cap. 23.
157. 1 2 3  Rogoway (2017).
158. ↑  Military Watch (2018).
159. ↑  CCSM (2023).
160. ↑  Salles & Galante (2023), p. 29.
161. ↑  NGB (s/d), Custódio de Mello.
162. ↑  NGB (s/d), Barroso Pereira.
163. ↑  NGB (s/d), Ary Parreiras.
164. ↑  NGB (s/d), Soares Dutra.
165. ↑  NGB (s/d), Garcia D'Avila (G28).
166. ↑  NGB (s/d), Duque de Caxias.
167. ↑  NGB (s/d), Ceará.
168. ↑  NGB (s/d), Rio de Janeiro.
169. ↑  NGB (s/d), Mattoso Maia.
170. ↑  NGB (s/d), Garcia D'Avila (G29).
171. ↑  NGB (s/d), Almirante Saboia.
172. ↑  Galante (2018).
173. ↑  Vellame (2014), Apêndice E.
174. 1 2 3 4 5  Martini (2018).
175. 1 2  Poggio (2018).
176. 1 2  NGB (s/d), Cagarras.
177. ↑  Nomar (2012).
178. ↑  Acervo da Marinha (2023).
179. ↑  MB (2016).
180. ↑  MB, EDCG (s/d).
181. 1 2  Galante (2011).
182. 1 2 3  Leite (2020a), p. 46.
183. 1 2  Pereira (2022), p. 40.
184. ↑  Leite (2020b), p. 56.
185. ↑  ComForAerNav (2023).
186. ↑  Esteves et al. (2022).
187. ↑  Decreto nº 11.886, de 18 de janeiro de 2024.
188. ↑  Muller (2022), p. 17.
189. ↑  Arruda (2015), p. 16.
190. 1 2 3  Kuhlmann (2007), p. 2.
191. ↑  Ommati (2017).
192. ↑  Jefferson (2023).
193. 1 2  Alsina (2010), p. 482.
194. ↑  Corrêa (2016).
195. ↑  R7 Notícias (2013).
196. ↑  Kuhlmann (2007), p. 148.
197. 1 2 3 4  Olive (2014).
198. ↑  Estratégia Militares (2024).
199. ↑  Dias (2024).
200. ↑  Farias (2023), p. 45-50.
201. ↑  Silveira (2002), p. 141.
202. ↑  Rodrigues (2014), p. 39.
203. ↑  Rodrigues (2014), p. 47.
204. ↑  MB, Carreira (s/d).
205. ↑  Augusto (2023).
206. ↑  Rodrigues (2014), p. 19-22, 47.
207. ↑  Rodrigues (2014), p. 20.
208. ↑  Moloeznik (2018), p. 25.
209. ↑  Gielow (2021).
210. ↑  Silveira (2002), p. 134-135.
211. ↑  Castro (2004), p. 131.
212. ↑  Muller (2022), p. 22.
213. ↑  Muller (2022), p. 16.
214. ↑  Almeida (2017), p. 14.
215. ↑  Oliveira (2022), p. 439.
216. 1 2  MB, Símbolos (s/d).
217. ↑  EAMSC, Cores (s/d).
218. ↑  Ministério da Defesa (2016).
219. 1 2 3  Ommati (2017b).
220. ↑  Barbosa (2024), p. 68.
221. ↑  ComFFE, ACISO (s/d).
222. ↑  CGCFN, Museu (s/d).
223. ↑  Almeida (2010), p. 208-209.
224. ↑  Reis (2024).
225. ↑  Ferreira, Montenegro & Nobre (2020), p. 91.
226. ↑  Silva (2016), p. 19-20.
227. ↑  Lage (2014), p. 18-19.
228. 1 2 3  Boehmer (2009), p. 32.
229. ↑  Medeiros (2021), p. 82.
230. ↑  Maia & Pereira (2017), p. 45.
231. ↑  Lage (2014), p. 20.
232. ↑  Silva (2016), p. 21.
233. ↑  Silva (2016), p. 24.
234. ↑  Medeiros (2021), p. 84.
235. ↑  Costa (2022).
236. ↑  Poder 360 (2022).
237. ↑  Poder Naval (2024).
238. ↑  MB, Comando-Geral (s/d).
239. ↑  CGCFN, Histórico (s/d).
240. ↑  Cantídio (1993), p. 50.
241. ↑  CGCFN, Batalhão Naval (s/d).
242. ↑  Portaria Nº 105/MB/MD, de 3 de abril de 2025.
243. ↑  Schmidt (2014), p. 14-15.
244. ↑  Barreira (2016), p. 104.
245. ↑  MB (2022).
246. ↑  MB (2020).
247. ↑  GptFNB (2022).
248. ↑  Teixeira & Medeiros (2017).
249. ↑  Rodrigues (2015), p. 2.
250. ↑  Salles & Galante (2023), p. 35.
251. ↑  Orbaiceta (2023).
252. ↑  FFE, Histórico (s/d).
253. ↑  Portaria Nº 107/MB/MD, de 3 de abril de 2025.
254. ↑  FFE, Divisão (s/d).
255. ↑  Moralez & Braga (2025), p. 60.
256. ↑  Moralez & Braga (20256), p. 61.
257. ↑  Moralez & Braga (2025), p. 58.
258. ↑  InfoDefensa (2014).
259. ↑  MB (2014).
260. ↑  Bastos (2024).
261. 1 2 3  Poder Naval (2025).
262. ↑  FFE, TrRef (s/d).
263. ↑  MB (2018).
264. ↑  Silva (2016), p. 34-35.
265. ↑  Silva (2016), p. 33.
266. 1 2  Cabrita (2018), p. 186.
267. ↑  Pinheiro (2012), p. 73.
268. ↑  Pinheiro (2012), p. 74.
269. 1 2  Cabrita (2018), p. 188.
270. ↑  Pinheiro (2012), p. 74-75.
271. ↑  Cabrita (2018), p. 187.
272. ↑  Pinheiro (2012), p. 69.
273. ↑  Cantídio (1993), p. 47.
274. ↑  Com8ºDN, Histórico (s/d).
275. ↑  Mendonça & Oliveira (2024).
276. 1 2  Nascimento (2019), p. 142.
277. ↑  Acervo da Marinha (2013).
278. ↑  Oliveira (2016), p. 37.
279. ↑  Costa & Cirino (2023).
280. ↑  Com3ºDN, Estágio (s/d).
281. ↑  Cantídio (1993), p. 51.
282. 1 2  Isquierdo & Affe (2023).
283. ↑  Fontoura (2003).
284. ↑  Barreira (2016), p. 103-105.
285. ↑  Padilha (2015).
286. ↑  Portaria Nº 110/MB/MD, de 3 de abril de 2025.
287. 1 2  CCSM (2021).
288. ↑  Granja (2018), p. 9.
289. ↑  Wiltgen (2016).
290. ↑  Vellame (2014), p. 17-18.
291. ↑  Granja (2018), p. 9-11.
292. ↑  Vellame (2014), p. 19.
293. ↑  Arcoverde & Barreto (2024).
294. ↑  Santana (2021).
295. ↑  FFE (2017), p. 22-23.
296. ↑  Terra (2024).
297. ↑  Salim (2023).
298. ↑  ComFFE (2023).

#### Obras
- Almeida, Anderson da Silva (2010). Todo o leme a bombordo – marinheiros e ditadura civil-militar no Brasil: da rebelião de 1964 à Anistia (PDF) (Dissertação). Universidade Federal Fluminense. Cópia arquivada (PDF) em 4 de dezembro de 2016
- ______________________ (2017). ...como se fosse um deles. Almirante Aragão: memórias, silêncios e ressentimentos em tempos de ditadura e democracia (PDF). Niterói: Eduff. ISBN 978-85-228-1267-7. Cópia arquivada (PDF) em 15 de maio de 2021
- Almeida, Nélio de; Oliveira, Edson (2017). «A atividade expedicionária no contexto das operações conjuntas». Mangaratiba: Comando do Desenvolvimento Doutrinário do Corpo de Fuzileiros Navais. Âncoras e Fuzis (48)
- Alsina Jr., João Paulo Soares (2010). «Reflexões sobre a forma de recrutamento das Forças Armadas Brasileiras e suas implicações para a defesa nacional». Rio de Janeiro: IESP - UERJ. DADOS - Revista de Ciências Sociais. 53 (2): 469-500
- Arruda, Francisco Andrade de (2015). Projeção anfíbia como modalidade de operações anfíbias: possibilidades e limitações (PDF) (Monografia). Escola de Guerra Naval
- Barreira, Marcio Rossini (2016). «Operações ribeirinhas na Amazônia Ocidental». In:  Domingos Savio Almeida Nogueira, Alceu Kreniski Júnior (orgs.). A Marinha na Amazônia Ocidental (PDF). Brasília: Centro de Comunicação Social da Marinha
- Barbosa, Thiago das Neves (2024). «As Operações Psicológicas no nível tático em apoio às ações da Força de Fuzileiros da Esquadra». Vitória nas Sombras: Revista do Comando Naval de Operações Especiais. 1 (1)
- Bielinski, Alba Carneiro (2008). Os Fuzileiros Navais na história do Brasil. Rio de Janeiro: Agência 2A Comunicação
- Boehmer Junior, Hermann Iberê Santos (2009). A segurança do Atlântico Sul: o papel do Brasil (PDF) (Trabalho de Investigação Individual). Instituto de Estudos Superiores Militares (Forças Armadas de Portugal)
- Cabrita, Leonardo Barbosa (julho–setembro de 2018). «Corpo de Fuzileiros Navais e seus Comandos Anfíbios». Rio de Janeiro: Serviço de Documentação Geral da Marinha. Revista Marítima Brasileira. 138 (7-9)
- Cantídio, Luiz Carlos da Silva (1993). «O combatente anfíbio — Parte 1». Rio de Janeiro: Serviço de Documentação Geral da Marinha. Revista Marítima Brasileira. 113 (7-9)
- Cardoso, Pedro (janeiro–junho de 2021). «A atuação militar contra a greve no porto de Santos em 1980». Universidade Federal Fluminense. Revista Cantareira (34)
- Castro, Celso Corrêa Pinto de (2004). O espírito militar: um antropólogo na caserna 2ª ed. Rio de Janeiro: Zahar. ISBN 978-85-378-0452-0
- Castro, Robert Wagner Porto da Silva (2022). Vapor, Suor e Sangue: marinheiros-trabalhadores e os levante navais no Século XX - mobilizações legalistas no contexto dos Golpes de Estado, Brasil (1964) Chile (1973) (PDF) (Tese). Pontifícia Universidade Católica do Rio Grande do Sul. Cópia arquivada (PDF) em 23 de setembro de 2023
- National Intelligence Survey, Brazil, Armed Forces (PDF) (Relatório). Central Intelligence Agency. Setembro de 1973. Cópia arquivada (PDF) em 10 de agosto de 2021
- Côdo, Dirlei Donizette (2021). «Operações em Amplo Espectro para o Grupamento Operativo de Fuzileiros Navais». Mangaratiba: Comando do Desenvolvimento Doutrinário do Corpo de Fuzileiros Navais. Âncoras e Fuzis (52)
- Coelho, Leonardo José Batalha (2021). A contribuição da Companhia de Abastecimento do Batalhão Logístico de Fuzileiros Navais junto ao crescente logístico nas operações anfíbias (PDF) (Monografia). Escola de Aperfeiçoamento de Oficiais (Exército Brasileiro)
- Corrêa, Fernanda das Graças (2016). Políticas & aquisições de defesa: uma análise histórica da parceria estratégica França-Brasil nos séculos XX e XXI (PDF) (Tese). Departamento de Ciência Política da Universidade Federal Fluminense
- Daróz, Carlos Roberto Carvalho (junho de 2017). «A artilharia brasileira e a defesa de Fernando de Noronha durante a 2ª Guerra Mundial». Caracas. Tiempo y Espacio. 27 (67). Cópia arquivada em 19 de outubro de 2022
- Dreyfus, Pablo; Lessing, Benjamin; Nascimento, Marcelo de Sousa; Purcena, Júlio César (2010). Small Arms in Brazil: Production, Trade, and Holdings (PDF). Gêneva: Small Arms Survey. ISBN 978-2-940415-40-3
- Anuario Latinoamericano de la Defensa. Madri: Grupo EDEFA. 2024
- Esteves, Fernanda Márcia da Silveira;  et al. (2022). «Seleção de um helicóptero de ataque para apoio às operações anfíbias da Marinha do Brasil: uma análise à luz do método Thor 2». Valore: Revista Científica da FASF Faculdade Sul Fluminense. 7
- Farias, Anthony Robertson Nascimento de (2023). As novas gerações e a liderança militar: a geração Z diante dos preceitos basilares da liderança militar: aderências e conflitos (PDF) (Monografia). Escola Superior de Guerra
- Ferreira, Gil Cordeiro Dias (1996). «Haverá uma cavalaria anfíbia?». A Defesa Nacional (774): 123-133
- Ferreira, Daniel do Nascimento; Montenegro, Letícia Almeida; Nobre, Fábio (2020). «O poder marítimo do Brasil: uma análise da potencialidade do Nordeste brasileiro no fomento da projeção de poder sobre o Atlântico Sul». Universidade Estadual da Paraíba. Revista de Estudos Internacionais. 11 (2). ISSN 2236-4811
- «Revista da FFE: edição comemorativa de aniversário da Força de Fuzileiros da Esquadra». Força de Fuzileiros da Esquadra. Abril de 2017
- Franco, Daniel Martins (2014). «O Emprego de Fuzileiros Navais a bordo de navios em Patrulha Naval». Mangaratiba: Comando do Desenvolvimento Doutrinário do Corpo de Fuzileiros Navais. Âncoras e Fuzis (45)
- França, Renato Heil (2013). «Operações Anfíbias: a vocação do passado se consolida como eixo estruturante do futuro». Mangaratiba: Comando do Desenvolvimento Doutrinário do Corpo de Fuzileiros Navais. Âncoras e Fuzis (44)
- Gioseffi, José Carlos Silva (2014). «A evolução do planejamento estratégico do Corpo de Fuzileiros Navais» (PDF). Rio de Janeiro: Associação Cultural e Histórica do Corpo de Fuzileiros Navais. O Anfíbio. 32. ISSN 2358-4394
- Granja, Mariana (2018). «Operação "Dragão 38": a força que vem do mar». Centro de Comunicação Social da Marinha. Marinha em Revista (12)
- International Institute for Strategic Studies (2024). The Military Balance 2024. [S.l.]: Routledge. ISBN 978-1-003-48583-4
- Jenkins, Brent P. (1991). United States warship transfers to Argentina, Brazil, and Chile: options for U.S. policy (Tese). US Naval Postgraduate School
- Jesus, Thiago Ribeiro de (2017). «Projeção Anfíbia: sua evolução no United States Marine Corps e no Corpo de Fuzileiros Navais do Brasil». Rio de Janeiro: Serviço de Documentação da Marinha. Revista Marítima Brasileira. 137 (1-3)
- Kuhlmann, Paulo Roberto Loyolla (2007). Exército brasileiro: estrutura militar e ordenamento político 1984-2007 (PDF) (Tese). Departamento de Ciência Política da Faculdade de Filosofia, Letras e Ciências Humanas, Universidade de São Paulo
- Hoelscher, Kristian; Norheim-Martinsen, Per M. (2014). «Urban violence and the militarisation of security: Brazilian "peacekeeping" in Rio de Janeiro and Port-au-Prince». Small Wars & Insurgencies. 25 (5-6): 957–975. doi:10.1080/09592318.2014.945636
- Lage, Rogério Ramos (2014). Elemento anfíbio em operações expedicionárias: possibilidades para a Marinha do Brasil (PDF) (Dissertação). Escola de Guerra Naval
- Leite, Humberto (2020a). «Olhos, ouvidos e garras da esquadra» (PDF). Revista Asas (Edição especial (105): Força Aeronaval da Marinha do Brasil)
- ____________ (2020b). «Pistas de pouso que flutuam» (PDF). Revista Asas (Edição especial (105): Força Aeronaval da Marinha do Brasil)
- Lopes, Roberto (2014). As garras do cisne: o ambicioso plano da Marinha brasileira de se transformar na nona frota mais poderosa do mundo. Rio de Janeiro: Record. ISBN 978-85-01-10276-8
- Maia, Carlos Eduardo Gonçalves da Silva; Pereira, Raphael do Couto (2017). «As Operações Humanitárias no contexto das Operações de Paz: a contribuição da MB». Rio de Janeiro: Serviço de Documentação Geral da Marinha. Revista Marítima Brasileira. 137 (10-12)
- Marques, Adriana Aparecida (2001). Concepções de defesa nacional no Brasil: 1950-1996 (Dissertação). Universidade Estadual de Campinas
- Medeiros, Reinaldo Reis de (2021). «A expansão no GptOpFuzNav». Mangaratiba: Comando do Desenvolvimento Doutrinário do Corpo de Fuzileiros Navais. Âncoras e Fuzis (52)
- Moloeznik, Marcos Pablo (abril–junho de 2018). «Infantería de Marina en América Latina: pasado, presente y proyección a futuro» (PDF). Revista del Centro de Estudios Superiores Navales. 39 (2): 11-46
- Moralez, João Paulo; Braga, Carlos Chagas Vianna (2025). «O Corpo de Fuzileiros Navais da Marinha do Brasil». Tecnologia & Defesa (178)
- Muller, Mariana Lemos (2022). Espírito de Corpus – criação de um léxico bilíngue do Corpo de Fuzileiros Navais (PDF) (Dissertação). Programa de Pós-Graduação em Estudos da Linguagem da PUC-Rio
- Nascimento, Celio Litwak (julho–setembro de 2019). «2º BtlOpRib: "guardião do portal da Amazônia"». Rio de Janeiro: Serviço de Documentação Geral da Marinha. Revista Marítima Brasileira. 139 (7/9)
- Olive, Ronaldo (27 de janeiro de 2014). «Brazil's Corpo de Fuzileiros Navais». Small Arms Defense Journal. 6 (1). Cópia arquivada em 3 de julho de 2022
- Oliveira, Edson de (2016). «Amazônia Azul: a contribuição dos Distritos Navais». Mangaratiba: Comando do Desenvolvimento Doutrinário do Corpo de Fuzileiros Navais. Âncoras e Fuzis (47)
- Oliveira Filho, Sergio Willian de Castro (2022). «Patronos da Marinha do Brasil». In:  Francisco Carlos Teixeira da Silva et al. (org.). Dicionário de história militar do Brasil (1822-2022): volume II. Rio de Janeiro: Autografia
- Parucker, Paulo Eduardo Castello (2006). Praças em pé de guerra: o movimento político dos subalternos militares no Brasil, 1961-1964 (Dissertação). Original de 1992, 1ª reimpressão em 2006. Niterói: Universidade Federal Fluminense. Cópia arquivada em 31 de agosto de 2021
- Pereira, Luis Gustavo Silva (2022). A Marinha e as Projeções Anfíbias: capacidades atuais da Força para realizar Projeções Anfíbias de caráter benigno (PDF) (Dissertação). Escola de Guerra Naval
- Pesce, Eduardo Ítalo; Carneiro, Mário Roberto Vaz (janeiro–março de 2001). «A necessidade de uma marinha oceânica». Rio de Janeiro: Serviço de Documentação Geral da Marinha. Revista Marítima Brasileira. 121 (1-3)
- Pinheiro, Alvaro de Sousa (2012). «Knowing your partner: the evolution of Brazilian special operations forces» (PDF). JSOU Report (12-7)
- Piñon, Charles Pacheco (2022a). «Navios anfíbios». In:  Francisco Carlos Teixeira da Silva et al. (org.). Dicionário de história militar do Brasil (1822-2022): volume II. Rio de Janeiro: Autografia
- __________________ (2022b). «Operações anfíbias». In:  Francisco Carlos Teixeira da Silva et al. (org.). Dicionário de história militar do Brasil (1822-2022): volume II. Rio de Janeiro: Autografia
- Rodrigues, José Emílio de Oliveira (2013). «É preciso "fazer" Guerra de Manobra». Mangaratiba: Comando do Desenvolvimento Doutrinário do Corpo de Fuzileiros Navais. Âncoras e Fuzis (44)
- Rodrigues, Rosane Pinto (2014). Sentinelas dos mares: a carreira militar e suas representações sociais para aspirantes e oficiais da Marinha do Brasil (PDF) (Dissertação). Universidade Federal Rural do Rio de Janeiro
- Rodrigues, Luiz Felipe de Almeida (setembro–dezembro de 2015). «Mensagem do Editor». A tropa em revista (3)
- Salles, Felipe; Galante, Alexandre (2023). «The Brazilian Navy entering its third century». In:  Conrad Waters. Seaforth World Naval Review 2024. [S.l.]: Pen & Sword. ISBN 978-1-3990-2312-2
- Schmidt, Luna Daniela Damo (2014). Polícia Militar no Brasil: possibilidade de desmilitarização da estrutura policial ostensiva (PDF) (TCC). Universidade Federal do Rio Grande do Sul
- Silva, Peterson Ferreira da (2015). A política industrial de defesa no Brasil (1999-2014): intersetorialidade e dinâmica de seus principais atores (PDF) (Tese). Instituto de Relações Internacionais da Universidade de São Paulo
- Silva, Augusto Marques Sampaio da (2016). O Componente de Combate Aéreo em uma Operação Anfíbia (PDF) (Trabalho de Conclusão de Curso). Escola de Artilharia de Costa e Antiaérea (Exército Brasileiro)
- Silva, Luís Felippe Valentini da (2021). «Operational Maneuver From The Sea (OMFTS) e o Ship-to-Objective Maneuver (STOM): conceitos e aplicações para os GptOpFuzNav». Mangaratiba: Comando do Desenvolvimento Doutrinário do Corpo de Fuzileiros Navais. Âncoras e Fuzis (52)
- Silveira, Cláudio de Carvalho (2002). A formação dos oficiais da Marinha do Brasil: educação, profissão, pensamento estratégico (1978-2001) (Tese). Departamento de Ciência Política da Universidade Estadual de Campinas. Cópia arquivada em 8 de outubro de 2024
- Soares, Renata Cristina Ferreira (2015). O uso das forças armadas em atividades subsidiárias: o caso da Marinha do Brasil (Dissertação). Escola Brasileira de Administração Pública e de Empresas
- Teixeira, Bruno Rafael da Silva; Medeiros, Jason Azevedo de (2017). «Potência aeróbia máxima e somatotipo do Corpo de Fuzileiros Navais de Natal-RN». Natal. Revista UNI-RN. 16 (17 (suplemento))
- Teixeira, Esley Rodrigues de Jesus (2023). «Os Fuzileiros Navais no Segundo Reinado». Revista do Clube Naval. 3 (407)
- Vallim, Jose Domingos Araujo (2017). «Operações Expedicionárias: a garantia dos interesses nacionais além-mar». Mangaratiba: Comando do Desenvolvimento Doutrinário do Corpo de Fuzileiros Navais. Âncoras e Fuzis (48)
- Vellame, Jorge Nerie (2006). «Formação dos oficiais para os primeiros postos da carreira». Rio de Janeiro: Associação Cultural e Histórica do Corpo de Fuzileiros Navais. O Anfíbio. 35. ISSN 2358-4394
- ________________ (2014). Operação anfíbia: é válido a Marinha do Brasil manter a capacidade de realizá-la no século XXI? (PDF) (Monografia). Escola Superior de Guerra

#### Páginasweb
- «GRFLAD - Grupamento de Fuzileiros Navais de Ladário». Acervo Arquivístico da Marinha do Brasil. 22 de novembro de 2013. Consultado em 14 de setembro de 2024
- «Embarcação de Desembarque de Carga Geral Guarapari». Acervo Arquivístico da Marinha do Brasil. 8 de março de 2023. Consultado em 8 de outubro de 2024
- Andrade, Hanrrikson de (13 de novembro de 2011). «Favelas da Rocinha e Vidigal estão totalmente ocupadas, diz PM». UOL. Consultado em 9 de setembro de 2024
- Araújo, Fernando; Oliveira, Taise; Stilben, João (7 de março de 2024). «"Na vanguarda que é honra e dever!": conheça a tropa de elite da Marinha do Brasil». Agência Marinha de Notícias. Cópia arquivada em 19 de março de 2024
- Arcoverde, Luciano; Barreto, Hugo (12 de setembro de 2024). «Operação militar reúne tropas do Brasil, dos EUA e da China no Entorno». Metrópoles. Consultado em 20 de setembro de 2024
- Augusto, Robson (29 de julho de 2023). «Surpreenda-se com o salário do militar que opera o blindado AAV7A1, avaliado em 3 milhões de dólares». Revista Sociedade Militar. Consultado em 6 de setembro de 2024
- Bastos Jr., Paulo Roberto (19 de julho de 2024). «Chegaram os últimos quatro JLTV dos Fuzileiros». Revista Tecnologia & Defesa. Consultado em 13 de setembro de 2024
- Cabral, Maria Clara; Bragon, Ranier; Magalhães, João Carlos; Leitão, Matheus (27 de março de 2011). «Marinha ordenou a morte de militantes no Araguaia em 1972». Folha de S. Paulo. Consultado em 1 de setembro de 2024
- Caiafa, Roberto (30 de dezembro de 2023). «Lento, mas constante: o 'passo a passo' da Defesa Brasileira em 2023». InfoDefensa. Consultado em 1 de janeiro de 2024
- Carneiro, Mário Roberto Vaz (2010). «Fuzileiros blindados». Revista Segurança & Defesa via Operacional.pt. Consultado em 9 de setembro de 2024
- Centro de Comunicação Social da Marinha (11 de dezembro de 2021). «Operação DRAGÃO 2021, o mais importante exercício de desembarque da Marinha». Revista Tecnologia & Defesa. Consultado em 20 de setembro de 2024
- Centro de Comunicação Social da Marinha (6 de dezembro de 2023). «Mostra de desarmamento do NDCC "Mattoso Maia" marca início do processo de desativação de meios da Marinha». Defesa Aérea & Naval. Consultado em 11 de novembro de 2024
- Comando da Força Aeronaval (6 de janeiro de 2023). «Esquadrão HU-2 alcança um marco histórico de disponibilidade dos meios». Poder Naval. Consultado em 6 de setembro de 2024
- «Ações Cívico-Sociais». Comando da Força de Fuzileiros da Esquadra. Consultado em 10 de outubro de 2024
- «A Força de Fuzileiros da Esquadra realiza a maior operação militar de Minas Gerais - Operação Furnas I/2023». Comando da Força de Fuzileiros da Esquadra. Consultado em 20 de setembro de 2024
- «GptFNNa realiza o segundo Estágio de Qualificação Técnica Especial em Operações na Caatinga». Comando do 3º Distrito Naval. Consultado em 14 de setembro de 2024
- «Histórico». Comando do 8º Distrito Naval. Consultado em 11 de novembro de 2024
- «Corpo de Fuzileiros Navais comemora 210 anos». Comando-Geral do Corpo de Fuzileiros Navais. Consultado em 21 de setembro de 2024
- «O Batalhão Naval». Comando-Geral do Corpo de Fuzileiros Navais. Consultado em 9 de novembro de 2023
- «Comandante-Geral». Comando-Geral do Corpo de Fuzileiros Navais. Consultado em 20 de setembro de 2024
- «Histórico». Comando-Geral do Corpo de Fuzileiros Navais. Consultado em 8 de setembro de 2024
- «O Museu do CFN». Comando-Geral do Corpo de Fuzileiros Navais. Consultado em 7 de setembro de 2024
- Corrêa, Hudson (22 de julho de 2016). «Forças Armadas terão 5 mil militares da "tropa de elite" nos Jogos Olímpicos». Época. Consultado em 1 de setembro de 2024
- «Linha do tempo». Corpo de Fuzileiros Navais. Arquivado do original em 16 de março de 2024
- Costa, Fabrício Sérgio (28 de abril de 2022). «Após certificação da ONU, tropa de Fuzileiros Navais demonstra suas capacidades». Agência Marinha de Notícias via Revista Tecnologia & Defesa. Consultado em 8 de setembro de 2024
- Costa, Thais; Cirino, Melissa (2 de novembro de 2023). «Comando do 7º Distrito Naval: a Marinha no coração do Brasil». Agência Marinha de Notícias. Consultado em 14 de setembro de 2024
- Dias, Daniella (19 de fevereiro de 2024). «Marinha começa 1ª turma com mulheres do curso de fuzileiros navais». G1 Rio de Janeiro. Consultado em 1 de setembro de 2024
- «Fuzileiros Navais - Da Praia de Caiena às Ruas do Haiti». Diretoria do Patrimônio Histórico e Documentação da Marinha. Arquivado do original em 22 de abril de 2021
- «As cores da tradição». Escola de Aprendizes-Marinheiros de Santa Catarina. Consultado em 20 de setembro de 2024
- Estadão Conteúdo (4 de março de 2018). «No Rio, ex-militares ensinam táticas do Exército a facções criminosas». Metrópoles. Consultado em 8 de outubro de 2024
- «Concurso Fuzileiro Naval 2024/2025: vagas, datas e etapas!». Estratégia Militares. 5 de junho de 2024. Consultado em 8 de outubro de 2024
- Fontoura, Alexandre. «Marinha amplia presença na Amazônia». Revista Segurança & Defesa. Arquivado do original em 15 de setembro de 2003
- «Histórico». Força de Fuzileiros da Esquadra. Consultado em 14 de setembro de 2024
- «Comando da Divisão Anfíbia». Força de Fuzileiros da Esquadra. Consultado em 14 de setembro de 2024
- «Comando da Tropa de Reforço». Força de Fuzileiros da Esquadra. Consultado em 14 de setembro de 2024
- Galante, Alexandre (28 de janeiro de 2011). «Os investimentos necessários à implementação do PAEMB». Poder Naval. Consultado em 3 de fevereiro de 2025
- Galante, Alexandre (28 de junho de 2018). «Ridex: visita ao NDM Bahia». Poder Naval. Consultado em 11 de novembro de 2024
- Gielow, Igor (31 de março de 2021). «Entenda como funcionam as promoções nas Forças Armadas do Brasil». Folha de S. Paulo. Cópia arquivada em 31 de março de 2021
- «GptFNB realiza exercício QUARTELEX II/2022». Grupamento de Fuzileiros Navais de Brasília. Consultado em 9 de novembro de 2023
- «Corpo de Fuzileiros Navais recebe Astros CFN 2020». InfoDefensa. 3 de abril de 2014. Consultado em 14 de setembro de 2024
- Isquierdo, Melina; Affe, Juliana (1 de setembro de 2023). «Comando do 6º Distrito Naval: há 150 anos protegendo os rios da fronteira oeste do Brasil». Agência Marinha de Notícias
- Jefferson S (10 de julho de 2023). «Metade dos militares do Exército Brasileiro recebem menos de 2 salários mínimos por mês». Revista Sociedade Militar. Consultado em 6 de setembro de 2024
- Lopes, Roberto (26 de novembro de 2015). «DOSSIÊ Impacto do Ajuste Fiscal no CFN: Fuzileiros levarão 15 anos (ou mais) para ativar batalhões nas fronteiras com o Paraguai e a Colômbia». Plano Brasil. Arquivado do original em 13 de outubro de 2016
- Malin, Mauro (26 de julho de 2016). «Estratégia de defesa é ignorada». Observatório da Imprensa via Poder Naval. Consultado em 8 de outubro de 2024
- «História». Marinha - Fuzileiros. Consultado em 15 de setembro de 2024
- «Orientações sobre a carreira do Corpo de Praças Fuzileiros Navais» (PDF). Marinha do Brasil. Cópia arquivada (PDF) em 5 de agosto de 2017
- «Embarcação de Desembarque de Carga Geral». Marinha do Brasil. Consultado em 8 de outubro de 2024
- «Símbolos e costumes dos fuzileiros navais». Marinha do Brasil. Consultado em 7 de setembro de 2024
- «Patrono». Marinha do Brasil. Consultado em 20 de setembro de 2024
- «Comando-Geral do Corpo de Fuzileiros Navais». Marinha do Brasil. Consultado em 8 de setembro de 2024
- Marinha do Brasil (20 de janeiro de 2014). «Corpo de Fuzileiros Navais recebe três novas VtrBldEspSR Piranha IIIC». Defesa Aérea & Naval. Consultado em 10 de setembro de 2024
- «Marinha realiza Mostra de Armamento da EDCG "Marambaia"». Marinha do Brasil. 22 de novembro de 2016. Consultado em 8 de outubro de 2024
- Marinha do Brasil (25 de setembro de 2018). «Corpo de Fuzileiros Navais recebe último CLAnf de nova geração». Forças Terrestres. Consultado em 10 de setembro de 2024
- «Grupamento de Fuzileiros Navais de Salvador realiza exercício "QUARTELEX" com novos soldados». Marinha do Brasil. 15 de outubro de 2020. Arquivado do original em 9 de novembro de 2023
- «GptFNRJ participa da Segurança Presidencial». Marinha do Brasil. 8 de junho de 2022. Consultado em 9 de novembro de 2023
- «Estrutura Organizacional». Marinha do Brasil. Arquivado do original em 14 de abril de 2025
- Martini, Fernando "Nunão" de (28 de setembro de 2018). «Você já foi ao Bahia? – parte 1». Poder Naval. Consultado em 8 de outubro de 2024
- Mendonça, Vanessa; Oliveira, Taise (10 de janeiro de 2024). «Marinha reativa Grupamento de Fuzileiros Navais de Santos». Agência Marinha de Notícias. Consultado em 11 de novembro de 2024
- «Brasilia's pride: why Brazil can't make effective use of its second hand European carrier warships HMS Ocean and Clemenceau». Military Watch. 7 de abril de 2018. Consultado em 22 de outubro de 2024
- «Banda do Corpo de Fuzileiros Navais mantém tradição com gaitas de fole escocesas». Ministério da Defesa. 7 de junho de 2016. Arquivado do original em 8 de junho de 2016
- «Navios de Guerra Brasileiros (NGB)». Poder Naval. Consultado em 11 de novembro de 2024
- Nomar (2 de novembro de 2012). «AMRJ lança Embarcação de Desembarque de Viaturas e Materiais (EDVM)». Defesa Aérea & Naval. Consultado em 8 de outubro de 2024
- Ommati, Marcos (7 de março de 2017). «Fuzileiros da Esquadra, uma força 100 por cento profissional». Diálogo Américas via Defesa Aérea & Naval. Consultado em 8 de setembro de 2024
- Ommati, Marcos (20 de março de 2017). «Divisão Anfíbia de Fuzileiros Navais, a Infantaria da Marinha do Brasil». Diálogo das Américas. Consultado em 19 de setembro de 2024
- Orbaiceta, Gonzalo Vázquez (14 de abril de 2023). «Aspiraciones atlánticas y progreso naval de la Marinha do Brasil». Center for Global Affairs (Universidad de Navarra). Consultado em 11 de novembro de 2024
- «Comissão Nacional da Verdade visita ex-centro de tortura no Rio». O Tempo. 21 de outubro de 2014. Consultado em 18 de setembro de 2024
- Padilha, Luiz (19 de maio de 2015). «Entrevista com o AE Leal Ferreira – "Forças Distritais"». Defesa Aérea & Naval. Consultado em 16 de setembro de 2024
- «Tropa da Marinha tem certificação máxima para missões da ONU». Poder 360. 30 de abril de 2022. Consultado em 8 de setembro de 2024
- «Dimensionamento da Força Naval brasileira segundo a nova Estratégia de Defesa Marítima». Poder Naval. 3 de maio de 2024. Consultado em 26 de dezembro de 2024
- «Marinha do Brasil reestrutura denominação de unidades dos Fuzileiros Navais». Poder Naval. 17 de janeiro de 2025. Consultado em 3 de fevereiro de 2025
- Poggio, Guilherme (28 de setembro de 2018). «PHM Atlântico: conheça as lanchas de desembarque LCVP Mk 5». Poder Naval. Consultado em 8 de outubro de 2024
- J. B. Reis (8 de março de 2024). «Marinha naufraga na internet! Surpreende muito a repercussão de post sobre aniversário do Corpo de Fuzileiros». Revista Sociedade Militar. Consultado em 10 de outubro de 2024
- «Tropa de elite da Marinha: conheça um pouco dos Fuzileiros Navais». R7 Notícias. 7 de março de 2013. Consultado em 1 de setembro de 2024
- Rodrigues, Thiago (10 de março de 2023). «O novo blindado da Marinha. O destino das Forças Armadas é ser polícia?». Le Monde diplomatique. Consultado em 1 de setembro de 2024
- Rogoway, Tyler (17 de abril de 2017). «The Royal Navy's only operational aircraft carrier could be sold to Brazil». The War Zone. Consultado em 22 de outubro de 2024
- Salim, Julia (4 de outubro de 2023). «Marinha do Brasil realiza operação militar na região de Furnas, em MG». Estado de Minas. Consultado em 20 de setembro de 2024
- Santana, Vitor (10 de agosto de 2021). «Entenda o treinamento da Marinha em Formosa». G1 Goiás. Consultado em 20 de setembro de 2024
- «Estados Unidos e China realizam treinamento militar com o Brasil». Terra. 7 de setembro de 2024. Consultado em 20 de setembro de 2024
- Wiltgen, Guilherme (9 de dezembro de 2016). «Operação Dragão XXXVII: Marinha do Brasil exercita sua capacidade anfíbia». Defesa Aérea & Naval. Consultado em 20 de setembro de 2024